# Serie B de México 2023-24
La Temporada 2023-2024 de la Serie B de México, parte de la Segunda División de México llamada oficialmente Liga Premier, fue el 50.º torneo de la competencia correspondiente a la LXXIV temporada de la categoría. Este torneo representó el regreso del formato de torneo largo en la división, luego de dos años en los que se celebraron torneos cortos. 

## Sistema de competición
El sistema de competición de este torneo se desarrolla en dos fases:
- Fase de calificación: que se integra por las 30 jornadas del torneo regular. Durante esta ronda se enfrentarán los integrantes en dos ocasiones.[1]
- Fase final: que se integrará por los partidos  Reclasificación, Semifinal y Final.[1]

### Fase de calificación
En la fase de calificación se observa el sistema de puntos. La ubicación en la tabla general está sujeta a lo siguiente:
- Por juego ganado se obtienen tres puntos (Si el visitante gana por diferencia de 2 o más goles se lleva el punto extra).
- Por juego empatado se obtiene un punto (En caso de empate a 2 o más goles se juegan en penales el punto extra).
- Por juego perdido no se otorgan puntos.

El orden de los Clubes al final de la Fase de Calificación del Torneo corresponderá a la suma de los puntos obtenidos por cada uno de ellos y se presentará en forma descendente. Si al finalizar las 30 jornadas del Torneo, dos o más clubes estuviesen empatados en puntos, su posición en la Tabla general será determinada atendiendo a los siguientes criterios de desempate:
1. Mejor diferencia entre los goles anotados y recibidos.
2. Mayor número de goles anotados.
3. Marcadores particulares entre los Clubes empatados.
4. Mayor número de goles anotados como visitante.
5. Mejor ubicado en la Tabla general de cociente.
6. Tabla Fair Play.
7. Sorteo.

Para determinar los lugares que ocuparán los Clubes que participen en la Fase final del Torneo se tomará como base la tabla general.
Participarán automáticamente por el Título de Campeón de la Liga Premier Serie B los siete primeros lugares de la tabla general del torneo, además el mejor equipo de la temporada se verá beneficiado al clasificarse directamente a las semifinales.

### Fase final
Los siete clubes calificados para cada liguilla del torneo serán reubicados de acuerdo con el lugar que ocupen en la tabla general de la temporada al término de la última jornada, con el puesto del número uno al Club mejor clasificado, y así hasta el # 7. Los partidos a esta Fase se desarrollarán a visita, en las siguientes etapas:
- Reclasificación
- Semifinales
- Final

Los clubes vencedores en los partidos de Reclasificación y Semifinales serán aquellos que en los dos juegos anote el mayor número de goles. De existir empate en el número de goles anotados, la posición se definirá a favor del Club con mejor desempeño en la fase regular del torneo, el cual se determina mediante su posición en la tabla general.
Si una vez aplicado el criterio anterior los clubes siguieran empatados, se observará la posición de los Clubes en la Tabla general de clasificación.
Los partidos correspondientes a la Fase final se jugarán obligatoriamente los días miércoles y sábado, y jueves y domingo eligiendo, en su caso, exclusivamente en forma descendente, los cuatro clubes mejor clasificados en la Tabla general al término de la jornada final, el día y horario de su partido como local. Los siguientes cuatro clubes podrán elegir únicamente el horario.
El club vencedor de la Final y por lo tanto campeón, será aquel que en los dos partidos anote el mayor número de goles. Si al término del tiempo reglamentario el partido está empatado, se agregarán dos tiempos extras de 15 minutos cada uno. De persistir el empate en estos periodos, se procederá a lanzar tiros penales hasta que resulte un vencedor.
Los partidos de Reclasificación se jugarán de la siguiente manera:
2° vs 7°
3° vs 6°
4° vs 5°
En las Semifinales participarán el mejor equipo de la temporada regular y los tres clubes vencedores de la reclasificación, reubicándolos del uno al cuatro, de acuerdo a su mejor posición en la Tabla general de clasificación al término de la última jornada del Torneo, enfrentándose:
2° vs 3°
Disputarán el Título de Campeón de la temporada, los dos clubes vencedores de la Fase Semifinal correspondiente, reubicándolos del uno al dos, de acuerdo a su mejor posición en la Tabla general de clasificación al término de las jornadas del Torneo.

## Cambios
- Se recuperó el formato de torneo largo más liguilla luego de dos temporadas en las que se celebraron torneos cortos.[3]
- Los equipos Artesanos Metepec Fútbol Club y Club Deportivo Poza Rica se incorporaron a la división tras conseguir su ascenso deportivo desde la Tercera División.[4][5]
- El Club Calor y Pioneros de Cancún fueron recolocados en la Serie A tras cumplir con los requisitos para participar en esta rama, la temporada anterior participaron en la Serie B.[6][7]
- Los clubes Ayense, Chilangos F.C., CDM F.C. y Caja Oblatos ingresaron a la Serie B como equipos de expansión, todos jugaron en la Tercera División durante la temporada pasada.[8][9]
- Los clubes Aguacateros CDU[10] y Deportivo Dongu fueron recolocados en la Serie B tras haber estado la temporada anterior en Serie A.[11]
- El club Pachuca Premier también fue recolocado en la Serie B tras haber estado un año antes en la Serie A, sin embargo, debido a que el club buscaba crear una escuadra Sub-23 para participar en la Liga de Expansión MX, la directiva de los Tuzos fusionó su franquicia con el equipo Atlético Pachuca, por lo que pasó a ser administrada por la directiva de este equipo, aunque compitiendo con los colores, escudo y nombre del Pachuca, además de recibir futbolistas juveniles procedentes del Pachuca al mantener la condición de equipo filial.[12]
- Los clubes Atlético Angelópolis y T'HÓ Mayas F.C. no participaron en la temporada.
- El 18 de julio de 2023 el Mazorqueros Fútbol Club anunció su desaparición, en consecuencia dejó de participar en la liga.[13] Su franquicia fue adquirida por el Santiago F.C., equipo que hasta la temporada anterior militaba en la Liga TDP y que pasó a ocupar la plaza del equipo maicero en esta categoría.[14]

## Equipos participantes

### Ascensos y descensos
| Pos | a la Serie B    |
| --- | --------------- |
| 2º  | Pachuca "B"     |
| 14º | Deportivo Dongu |
| 16º | Aguacateros CDU |

| Pos | de la Tercera División |
| --- | ---------------------- |
| 3º  | Artesanos Metepec F.C. |
| 4º  | C.D. Poza Rica         |

| Pos | a la Tercera División |
| --- | --------------------- |
| X   | No hubo descenso      |

| Pos | a la Serie A       |
| --- | ------------------ |
| 1º  | Alebrijes "B"      |
| 2º  | Calor              |
| 3º  | Pioneros de Cancún |

### Equipos por Entidad Federativa
Se muestran las localizaciones en mapa de equipos de la Serie B de México 2023-24. La entidad federativa con más clubes es el Estado de México con cuatro equipos.
| Entidad Federativa | N.º | Equipos                                                              |
| ------------------ | --- | -------------------------------------------------------------------- |
| Estado de México   | 4   | Artesanos Metepec, Ciervos F.C., Deportivo Dongu y Huracanes Izcalli |
| Ciudad de México   | 3   | Cañoneros, CDM F.C. y Chilangos F.C.                                 |
| Jalisco            | 2   | Ayense y Caja Oblatos CFD                                            |
| Michoacán          | 2   | Aguacateros CDU y Zitácuaro                                          |
| Guerrero           | 1   | Chilpancingo                                                         |
| Hidalgo            | 1   | Atlético Pachuca                                                     |
| Nuevo León         | 1   | Santiago F.C.                                                        |
| Veracruz           | 1   | Poza Rica                                                            |

### Información sobre los equipos participantes
Lista de equipos participantes para la temporada 2023-24, anunciada el 18 de julio de 2023.
| Equipo                 | Entrenador          | Ciudad                               | Fundación      | Estadio                                        | Capacidad | Filial       | Patrocinador            | Kit            |
| ---------------------- | ------------------- | ------------------------------------ | -------------- | ---------------------------------------------- | --------- | ------------ | ----------------------- | -------------- |
| Aguacateros CDU        | Gerardo Castillo    | Uruapan, Michoacán                   | 2018 (6 años)  | Unidad Deportiva Hermanos López Rayón          | 5 000     |              | Agromich                | JAG Sportswear |
| Artesanos Metepec F.C. | Juan Carlos Pedroza | Metepec, Estado de México            | 2022 (2 años)  | Unidad Deportiva Alarcón Hisojo "La Hortaliza" | 2 000     |              | Metepec                 | Pirma          |
| Atlético Pachuca       | Fausto Pinto        | Atitalaquia, Hidalgo                 | 2021 (4 años)  | Municipal de Atitalaquia                       | 3 000     | C.F. Pachuca |                         | Charly         |
| C.D. Ayense            | Conrado Castillo    | Ayotlán, Jalisco                     | 1988 (36 años) | Chino Rivas                                    | 4 000     |              | Las Villas Central Meat | Marval         |
| Caja Oblatos CFD       | Julio Sánchez       | Zapotlanejo, Jalisco                 | 2019 (5 años)  | Club Deportivo Zapotlanejo                     | 1 000     |              | Caja Popular Oblatos    | Reator         |
| Cañoneros F.C.         | Jesús Fonseca       | Ciudad de México                     | 2012 (13 años) | Momoxco                                        | 3 500     |              |                         | Joma           |
| CDM F.C.               | Juan Carlos Rico    | Ciudad de México                     | 2021 (3 años)  | Valentín González                              | 5 000     |              | Zapaterías Azteca       | Joma           |
| Chilangos F.C.         | Héctor Noriega      | Ciudad de México                     | 2018 (7 años)  | Jesús Martínez "Palillo"                       | 6 000     |              |                         | JAG Sportswear |
| C.D. Chilpancingo      | Arturo Juárez       | Chilpancingo, Guerrero               | 1988 (37 años) | General Vicente Guerrero                       | 5 000     |              | Gasolineras Also        | Also Sport     |
| Ciervos F.C.           | Jesús Téllez INT    | Chalco, Estado de México             | 2017 (7 años)  | Arreola                                        | 3 217     |              | GOCA                    | Corsa Sport    |
| Deportivo Dongu        | Román Reyes         | Cuautitlán, Estado de México         | 2019 (6 años)  | Los Pinos                                      | 5 000     |              |                         | Reator         |
| Huracanes Izcalli      | Jonathan Escobar    | Cuautitlán Izcalli, Estado de México | 2021 (4 años)  | Hugo Sánchez Márquez                           | 3 500     |              |                         | Keuka          |
| C.D. Poza Rica         | Enrique Escudero    | Poza Rica, Veracruz                  | 1950 (75 años) | Heriberto Jara Corona                          | 10 000    |              |                         | Silver Sport   |
| Santiago F.C.          | Martín Moreno       | Santiago, Nuevo León                 | 2017 (7 años)  | FCD El Barrial                                 | 1 300     |              |                         | Edcor          |
| C.D.F. Zitácuaro       | Mario Alberto Trejo | Heroica Zitácuaro, Michoacán         | 1995 (30 años) | Ignacio López Rayón                            | 10 000    |              | Grupo Orihuela          | BS             |

### Cambios de entrenadores
| Equipo          | Entrenador (Jornadas)      | Fecha de vacante         | Tipo de salida | Pos. | Entrenador entrante        | Fecha de nombramiento    |
| --------------- | -------------------------- | ------------------------ | -------------- | ---- | -------------------------- | ------------------------ |
| Chilangos F.C.  | Miguel España (1 - 6)      | 19 de septiembre de 2023 | Despedido      | 14º  | Héctor Noriega (7 - )      | 19 de septiembre de 2023 |
| Ciervos F.C.    | Mario Rodríguez (1 - 7)    | 27 de septiembre de 2023 | Renuncia       | 11º  | Jesús Téllez INT (8 - ...) | 28 de septiembre de 2023 |
| Deportivo Dongu | José Julio Huerta (1 - 15) | 30 de noviembre de 2023  | Despedido      | 14º  | Román Reyes (16 - )        | 28 de diciembre de 2023  |

## Torneo regular
- Calendario completo en la página oficial
- Horarios en tiempo local
- El torneo se divide en dos vueltas, en donde los equipos se enfrentan dos veces entre sí en el campo de cada uno de ellos

### Primera Vuelta
| Jornada 1       | Jornada 1 | Jornada 1         | Jornada 1                 | Jornada 1         | Jornada 1         | Jornada 1         | Jornada 1         | Jornada 1         |
| Local           | Resultado | Visitante         | Estadio                   | Fecha             | Hora              | Espectadores      | Amonestado        | Expulsado         |
| --------------- | --------- | ----------------- | ------------------------- | ----------------- | ----------------- | ----------------- | ----------------- | ----------------- |
| Deportivo Dongu | 2 - 4     | Santiago F.C.     | Los Pinos                 | 11 de agosto      | 12:00             | 100               | 1                 | 0                 |
| Chilangos F.C.  | 1 - 1     | Huracanes Izcalli | Jesús Martínez "Palillo"  | 11 de agosto      | 16:00             | 100               | 7                 | 0                 |
| Aguacateros CDU | 2 - 1     | C.D. Poza Rica    | U.D. Hermanos López Rayón | 12 de agosto      | 16:00             | 300               | 6                 | 1                 |
| C.D. Ayense     | 1 - 0     | Artesanos Metepec | Chino Rivas               | 12 de agosto      | 18:00             | 2 000             | 6                 | 1                 |
| Zitácuaro       | 2 - 0     | CDM F.C.          | Ignacio López Rayón       | 13 de agosto      | 12:00             | 300               | 4                 | 0                 |
| Ciervos F.C.    | 1 - 1     | Caja Oblatos CFD  | Arreola                   | 26 de septiembre  | 11:00             | 100               | 5                 | 0                 |
| Cañoneros F.C.  | 0 - 1     | Atlético Pachuca  | Momoxco                   | Cancelado         | Cancelado         | Cancelado         | Cancelado         | Cancelado         |
| DESCANSO:       | DESCANSO: | DESCANSO:         | C.D. Chilpancingo         | C.D. Chilpancingo | C.D. Chilpancingo | C.D. Chilpancingo | C.D. Chilpancingo | C.D. Chilpancingo |

| Jornada 2         | Jornada 2 | Jornada 2         | Jornada 2                  | Jornada 2        | Jornada 2        | Jornada 2        | Jornada 2        | Jornada 2        |
| Local             | Resultado | Visitante         | Estadio                    | Fecha            | Hora             | Espectadores     | Amonestado       | Expulsado        |
| ----------------- | --------- | ----------------- | -------------------------- | ---------------- | ---------------- | ---------------- | ---------------- | ---------------- |
| C.D. Poza Rica    | 3 - 0     | Chilangos F.C.    | Heriberto Jara Corona      | 18 de agosto     | 17:00            | 680              | 4                | 0                |
| Santiago F.C.     | 1 - 1     | C.D. Ayense       | El Barrial                 | 18 de agosto     | 19:00            | 300              | 4                | 0                |
| C.D. Chilpancingo | 1 - 0     | Aguacateros CDU   | General Vicente Guerrero   | 19 de agosto     | 12:00            | 420              | 4                | 0                |
| Artesanos Metepec | 2 - 0     | Ciervos F.C.      | Alberto "Chivo" Córdoba    | 19 de agosto     | 16:00            | 350              | 1                | 0                |
| CDM F.C.          | 5 - 0     | Deportivo Dongu   | Valentín González          | 19 de agosto     | 16:15            | 400              | 7                | 2                |
| Zitácuaro         | 0 - 0     | Huracanes Izcalli | Ignacio López Rayón        | 20 de agosto     | 12:00            | 200              | 3                | 0                |
| Caja Oblatos CFD  | 1 - 0     | Cañoneros F.C.    | Club Deportivo Zapotlanejo | Cancelado        | Cancelado        | Cancelado        | Cancelado        | Cancelado        |
| DESCANSO:         | DESCANSO: | DESCANSO:         | Atlético Pachuca           | Atlético Pachuca | Atlético Pachuca | Atlético Pachuca | Atlético Pachuca | Atlético Pachuca |

| Jornada 3       | Jornada 3     | Jornada 3         | Jornada 3                 | Jornada 3        | Jornada 3        | Jornada 3        | Jornada 3        | Jornada 3        |
| Local           | Resultado     | Visitante         | Estadio                   | Fecha            | Hora             | Espectadores     | Amonestado       | Expulsado        |
| --------------- | ------------- | ----------------- | ------------------------- | ---------------- | ---------------- | ---------------- | ---------------- | ---------------- |
| Deportivo Dongu | 3 - 8         | C.D. Ayense       | Los Pinos                 | 25 de agosto     | 12:00            | 100              | 2                | 0                |
| Chilangos F.C.  | 1 - 2         | C.D. Chilpancingo | Jesús Martínez "Palillo"  | 25 de agosto     | 16:00            | 100              | 5                | 0                |
| Aguacateros CDU | 0 - 1         | Atlético Pachuca  | U.D. Hermanos López Rayón | 26 de agosto     | 16:00            | 250              | 5                | 0                |
| Ciervos F.C.    | 0 - 1         | Santiago F.C.     | Arreola                   | 26 de agosto     | 16:00            | 150              | 1                | 0                |
| CDM F.C.        | 3 - 0         | Huracanes Izcalli | Valentín González         | 26 de agosto     | 16:15            | 200              | 5                | 1                |
| Zitácuaro       | (7) 2 - 2 (6) | C.D. Poza Rica    | Ignacio López Rayón       | 27 de agosto     | 12:00            | 200              | 2                | 0                |
| Cañoneros F.C.  | 0 - 1         | Artesanos Metepec | Momoxco                   | Cancelado        | Cancelado        | Cancelado        | Cancelado        | Cancelado        |
| DESCANSO:       | DESCANSO:     | DESCANSO:         | Caja Oblatos CFD          | Caja Oblatos CFD | Caja Oblatos CFD | Caja Oblatos CFD | Caja Oblatos CFD | Caja Oblatos CFD |

| Jornada 4         | Jornada 4     | Jornada 4         | Jornada 4                  | Jornada 4         | Jornada 4         | Jornada 4         | Jornada 4         | Jornada 4         |
| Local             | Resultado     | Visitante         | Estadio                    | Fecha             | Hora              | Espectadores      | Amonestado        | Expulsado         |
| ----------------- | ------------- | ----------------- | -------------------------- | ----------------- | ----------------- | ----------------- | ----------------- | ----------------- |
| Deportivo Dongu   | 2 - 1         | Huracanes Izcalli | Hugo Sánchez Márquez       | 1 de septiembre   | 12:00             | 150               | 2                 | 0                 |
| C.D. Poza Rica    | (5) 2 - 2 (6) | CDM F.C.          | Heriberto Jara Corona      | 1 de septiembre   | 17:00             | 1 030             | 3                 | 0                 |
| C.D. Chilpancingo | 5 - 0         | Zitácuaro         | General Vicente Guerrero   | 2 de septiembre   | 12:00             | 550               | 4                 | 0                 |
| Atlético Pachuca  | 3 - 1         | Chilangos F.C.    | Municipal de Atitalaquia   | 2 de septiembre   | 16:00             | 30                | 4                 | 0                 |
| C.D. Ayense       | 7 - 0         | Ciervos F.C.      | Chino Rivas                | 2 de septiembre   | 18:00             | 850               | 3                 | 0                 |
| Caja Oblatos CFD  | 0 - 0         | Aguacateros CDU   | Club Deportivo Zapotlanejo | 3 de septiembre   | 11:00             | 200               | 8                 | 0                 |
| Santiago F.C.     | 1 - 0         | Cañoneros F.C.    | El Barrial                 | Cancelado         | Cancelado         | Cancelado         | Cancelado         | Cancelado         |
| DESCANSO:         | DESCANSO:     | DESCANSO:         | Artesanos Metepec          | Artesanos Metepec | Artesanos Metepec | Artesanos Metepec | Artesanos Metepec | Artesanos Metepec |

| Jornada 5         | Jornada 5 | Jornada 5         | Jornada 5                 | Jornada 5        | Jornada 5     | Jornada 5     | Jornada 5     | Jornada 5     |
| Local             | Resultado | Visitante         | Estadio                   | Fecha            | Hora          | Espectadores  | Amonestado    | Expulsado     |
| ----------------- | --------- | ----------------- | ------------------------- | ---------------- | ------------- | ------------- | ------------- | ------------- |
| Deportivo Dongu   | 1 - 3     | Ciervos F.C.      | Los Pinos                 | 8 de septiembre  | 12:00         | 100           | 6             | 3             |
| Chilangos F.C.    | 1 - 1     | Caja Oblatos CFD  | Jesús Martínez "Palillo"  | 8 de septiembre  | 16:00         | 100           | 5             | 1             |
| Huracanes Izcalli | 3 - 2     | C.D. Poza Rica    | Arreola                   | 9 de septiembre  | 16:00         | 100           | 6             | 1             |
| Aguacateros CDU   | 4 - 2     | Artesanos Metepec | U.D. Hermanos López Rayón | 9 de septiembre  | 16:00         | 350           | 2             | 0             |
| CDM F.C.          | 0 - 2     | C.D. Chilpancingo | Valentín González         | 9 de septiembre  | 16:15         | 200           | 8             | 0             |
| Zitácuaro         | 1 - 3     | Atlético Pachuca  | Ignacio López Rayón       | 10 de septiembre | 12:00         | 350           | 4             | 1             |
| Cañoneros F.C.    | 0 - 1     | C.D. Ayense       | Momoxco                   | Cancelado        | Cancelado     | Cancelado     | Cancelado     | Cancelado     |
| DESCANSO:         | DESCANSO: | DESCANSO:         | Santiago F.C.             | Santiago F.C.    | Santiago F.C. | Santiago F.C. | Santiago F.C. | Santiago F.C. |

| Jornada 6         | Jornada 6 | Jornada 6         | Jornada 6                  | Jornada 6        | Jornada 6   | Jornada 6    | Jornada 6   | Jornada 6   |
| Local             | Resultado | Visitante         | Estadio                    | Fecha            | Hora        | Espectadores | Amonestado  | Expulsado   |
| ----------------- | --------- | ----------------- | -------------------------- | ---------------- | ----------- | ------------ | ----------- | ----------- |
| C.D. Poza Rica    | 2 - 1     | Deportivo Dongu   | Heriberto Jara Corona      | 15 de septiembre | 17:00       | 1 050        | 6           | 1           |
| Santiago F.C.     | 1 - 0     | Aguacateros CDU   | El Barrial                 | 15 de septiembre | 19:00       | 70           | 3           | 0           |
| C.D. Chilpancingo | 3 - 1     | Huracanes Izcalli | General Vicente Guerrero   | 16 de septiembre | 12:00       | 560          | 3           | 1           |
| Atlético Pachuca  | 1 - 4     | CDM F.C.          | Municipal de Atitalaquia   | 16 de septiembre | 16:00       | 250          | 2           | 0           |
| Artesanos Metepec | 2 - 1     | Chilangos F.C.    | Tecnológico de Toluca      | 16 de septiembre | 16:00       | 200          | 5           | 0           |
| Caja Oblatos CFD  | 1 - 3     | Zitácuaro         | Club Deportivo Zapotlanejo | 17 de septiembre | 11:00       | 100          | 4           | 0           |
| Ciervos F.C.      | 1 - 0     | Cañoneros F.C.    | Arreola                    | Cancelado        | Cancelado   | Cancelado    | Cancelado   | Cancelado   |
| DESCANSO:         | DESCANSO: | DESCANSO:         | C.D. Ayense                | C.D. Ayense      | C.D. Ayense | C.D. Ayense  | C.D. Ayense | C.D. Ayense |

| Jornada 7         | Jornada 7     | Jornada 7         | Jornada 7                 | Jornada 7        | Jornada 7    | Jornada 7    | Jornada 7    | Jornada 7    |
| Local             | Resultado     | Visitante         | Estadio                   | Fecha            | Hora         | Espectadores | Amonestado   | Expulsado    |
| ----------------- | ------------- | ----------------- | ------------------------- | ---------------- | ------------ | ------------ | ------------ | ------------ |
| Chilangos F.C.    | 1 - 3         | Santiago F.C.     | Jesús Martínez "Palillo"  | 22 de septiembre | 16:00        | 100          | 6            | 0            |
| C.D. Poza Rica    | 2 - 1         | C.D. Chilpancingo | Heriberto Jara Corona     | 22 de septiembre | 17:00        | 1 000        | 5            | 0            |
| Huracanes Izcalli | 3 - 1         | Atlético Pachuca  | Hugo Sánchez Márquez      | 23 de septiembre | 10:00        | 100          | 6            | 1            |
| Aguacateros CDU   | (3) 4 - 4 (4) | C.D. Ayense       | U.D. Hermanos López Rayón | 23 de septiembre | 16:00        | 1 000        | 5            | 1            |
| CDM F.C.          | 5 - 0         | Caja Oblatos CFD  | Valentín González         | 23 de septiembre | 16:15        | 500          | 5            | 0            |
| Zitácuaro         | 0 - 0         | Artesanos Metepec | Ignacio López Rayón       | 24 de septiembre | 12:00        | 300          | 4            | 0            |
| Deportivo Dongu   | 1 - 0         | Cañoneros F.C.    | Los Pinos                 | Cancelado        | Cancelado    | Cancelado    | Cancelado    | Cancelado    |
| DESCANSO:         | DESCANSO:     | DESCANSO:         | Ciervos F.C.              | Ciervos F.C.     | Ciervos F.C. | Ciervos F.C. | Ciervos F.C. | Ciervos F.C. |

| Jornada 8         | Jornada 8 | Jornada 8         | Jornada 8                  | Jornada 8        | Jornada 8      | Jornada 8      | Jornada 8      | Jornada 8      |
| Local             | Resultado | Visitante         | Estadio                    | Fecha            | Hora           | Espectadores   | Amonestado     | Expulsado      |
| ----------------- | --------- | ----------------- | -------------------------- | ---------------- | -------------- | -------------- | -------------- | -------------- |
| Santiago F.C.     | 2 - 0     | Zitácuaro         | El Barrial                 | 29 de septiembre | 19:00          | 200            | 5              | 0              |
| C.D. Chilpancingo | 3 - 1     | Deportivo Dongu   | General Vicente Guerrero   | 30 de septiembre | 12:00          | 512            | 1              | 0              |
| Atlético Pachuca  | 2 - 0     | C.D. Poza Rica    | Municipal de Atitalaquia   | 30 de septiembre | 16:00          | 100            | 3              | 0              |
| Artesanos Metepec | 0 - 1     | CDM F.C.          | Tecnológico de Toluca      | 30 de septiembre | 16:00          | 200            | 7              | 2              |
| Ciervos F.C.      | 1 - 4     | Aguacateros CDU   | Arreola                    | 30 de septiembre | 16:00          | 50             | 6              | 1              |
| C.D. Ayense       | 3 - 2     | Chilangos F.C.    | Chino Rivas                | 30 de septiembre | 18:00          | 1 000          | 2              | 0              |
| Caja Oblatos CFD  | 1 - 1     | Huracanes Izcalli | Club Deportivo Zapotlanejo | 1 de octubre     | 11:00          | 50             | 9              | 0              |
| DESCANSO:         | DESCANSO: | DESCANSO:         | Cañoneros F.C.             | Cañoneros F.C.   | Cañoneros F.C. | Cañoneros F.C. | Cañoneros F.C. | Cañoneros F.C. |

| Jornada 9         | Jornada 9 | Jornada 9         | Jornada 9                 | Jornada 9       | Jornada 9       | Jornada 9       | Jornada 9       | Jornada 9       |
| Local             | Resultado | Visitante         | Estadio                   | Fecha           | Hora            | Espectadores    | Amonestado      | Expulsado       |
| ----------------- | --------- | ----------------- | ------------------------- | --------------- | --------------- | --------------- | --------------- | --------------- |
| Chilangos F.C.    | 3 - 0     | Ciervos F.C.      | Valentín González         | 6 de octubre    | 16:00           | 50              | 3               | 0               |
| C.D. Poza Rica    | 4 - 2     | Caja Oblatos CFD  | Heriberto Jara Corona     | 6 de octubre    | 17:00           | 1 000           | 6               | 0               |
| Huracanes Izcalli | 1 - 2     | Artesanos Metepec | Hugo Sánchez Márquez      | 7 de octubre    | 10:00           | 50              | 4               | 0               |
| C.D. Chilpancingo | 0 - 2     | Atlético Pachuca  | General Vicente Guerrero  | 7 de octubre    | 12:00           | 400             | 5               | 0               |
| CDM F.C.          | 2 - 1     | Santiago F.C.     | Valentín González         | 7 de octubre    | 16:00           | 100             | 4               | 0               |
| Zitácuaro         | 1 - 3     | C.D. Ayense       | Ignacio López Rayón       | 8 de octubre    | 12:00           | 350             | 2               | 0               |
| Aguacateros CDU   | 1 - 0     | Cañoneros F.C.    | U.D. Hermanos López Rayón | Cancelado       | Cancelado       | Cancelado       | Cancelado       | Cancelado       |
| DESCANSO:         | DESCANSO: | DESCANSO:         | Deportivo Dongu           | Deportivo Dongu | Deportivo Dongu | Deportivo Dongu | Deportivo Dongu | Deportivo Dongu |

| Jornada 10        | Jornada 10 | Jornada 10        | Jornada 10                 | Jornada 10      | Jornada 10      | Jornada 10      | Jornada 10      | Jornada 10      |
| Local             | Resultado  | Visitante         | Estadio                    | Fecha           | Hora            | Espectadores    | Amonestado      | Expulsado       |
| ----------------- | ---------- | ----------------- | -------------------------- | --------------- | --------------- | --------------- | --------------- | --------------- |
| Santiago F.C.     | 1 - 1      | Huracanes Izcalli | El Barrial                 | 13 de octubre   | 19:00           | 150             | 1               | 1               |
| Cañoneros F.C.    | 1 - 3      | Chilangos F.C.    | Momoxco                    | 14 de octubre   | 10:00           | 50              | 3               | 0               |
| Atlético Pachuca  | 5 - 2      | Deportivo Dongu   | Municipal de Atitalaquia   | 14 de octubre   | 16:00           | 100             | 4               | 0               |
| Artesanos Metepec | 1 - 0      | C.D. Poza Rica    | Tecnológico de Toluca      | 14 de octubre   | 16:00           | 200             | 4               | 0               |
| Ciervos F.C.      | 1 - 1      | Zitácuaro         | Arreola                    | 14 de octubre   | 16:00           | 100             | 5               | 1               |
| C.D. Ayense       | 2 - 3      | CDM F.C.          | Chino Rivas                | 14 de octubre   | 18:00           | 500             | 6               | 1               |
| Caja Oblatos CFD  | 1 - 2      | C.D. Chilpancingo | Club Deportivo Zapotlanejo | 15 de octubre   | 11:00           | 100             | 7               | 0               |
| DESCANSO:         | DESCANSO:  | DESCANSO:         | Aguacateros CDU            | Aguacateros CDU | Aguacateros CDU | Aguacateros CDU | Aguacateros CDU | Aguacateros CDU |

| Jornada 11        | Jornada 11 | Jornada 11        | Jornada 11               | Jornada 11     | Jornada 11     | Jornada 11     | Jornada 11     | Jornada 11     |
| Local             | Resultado  | Visitante         | Estadio                  | Fecha          | Hora           | Espectadores   | Amonestado     | Expulsado      |
| ----------------- | ---------- | ----------------- | ------------------------ | -------------- | -------------- | -------------- | -------------- | -------------- |
| Deportivo Dongu   | 2 - 3      | Aguacateros CDU   | Arreola                  | 20 de octubre  | 12:00          | 20             | 6              | 0              |
| Huracanes Izcalli | 0 - 1      | C.D. Ayense       | Hugo Sánchez Márquez     | 20 de octubre  | 12:00          | 50             | 3              | 0              |
| C.D. Poza Rica    | 1 - 0      | Santiago F.C.     | Heriberto Jara Corona    | 20 de octubre  | 17:00          | 900            | 2              | 0              |
| C.D. Chilpancingo | 1 - 0      | Artesanos Metepec | General Vicente Guerrero | 21 de octubre  | 12:00          | 400            | 1              | 0              |
| Atlético Pachuca  | 2 - 0      | Caja Oblatos CFD  | Municipal de Atitalaquia | 21 de octubre  | 16:00          | 200            | 4              | 0              |
| CDM F.C.          | 5 - 0      | Ciervos F.C.      | Valentín González        | 21 de octubre  | 16:00          | 100            | 2              | 0              |
| Zitácuaro         | 3 - 2      | Cañoneros F.C.    | Ignacio López Rayón      | 22 de octubre  | 12:00          | 200            | 2              | 0              |
| DESCANSO:         | DESCANSO:  | DESCANSO:         | Chilangos F.C.           | Chilangos F.C. | Chilangos F.C. | Chilangos F.C. | Chilangos F.C. | Chilangos F.C. |

| Jornada 12        | Jornada 12 | Jornada 12        | Jornada 12                 | Jornada 12    | Jornada 12 | Jornada 12   | Jornada 12 | Jornada 12 |
| Local             | Resultado  | Visitante         | Estadio                    | Fecha         | Hora       | Espectadores | Amonestado | Expulsado  |
| ----------------- | ---------- | ----------------- | -------------------------- | ------------- | ---------- | ------------ | ---------- | ---------- |
| Santiago F.C.     | 2 - 0      | C.D. Chilpancingo | El Barrial                 | 27 de octubre | 19:00      | 100          | 3          | 0          |
| Cañoneros F.C.    | 1 - 5      | CDM F.C.          | Momoxco                    | 28 de octubre | 10:00      | 50           | 2          | 0          |
| Artesanos Metepec | 1 - 3      | Atlético Pachuca  | Tecnológico de Toluca      | 28 de octubre | 16:00      | 200          | 5          | 2          |
| Ciervos F.C.      | 1 - 4      | Huracanes Izcalli | Arreola                    | 28 de octubre | 16:00      | 100          | 3          | 2          |
| Aguacateros CDU   | 3 - 1      | Chilangos F.C.    | U.D. Hermanos López Rayón  | 28 de octubre | 16:00      | 300          | 6          | 0          |
| C.D. Ayense       | 1 - 1      | C.D. Poza Rica    | Chino Rivas                | 28 de octubre | 18:00      | 2 500        | 0          | 0          |
| Caja Oblatos CFD  | 3 - 1      | Deportivo Dongu   | Club Deportivo Zapotlanejo | 29 de octubre | 11:00      | 50           | 3          | 0          |
| DESCANSO:         | DESCANSO:  | DESCANSO:         | Zitácuaro                  | Zitácuaro     | Zitácuaro  | Zitácuaro    | Zitácuaro  | Zitácuaro  |

| Jornada 13        | Jornada 13 | Jornada 13        | Jornada 13                 | Jornada 13     | Jornada 13 | Jornada 13   | Jornada 13 | Jornada 13 |
| Local             | Resultado  | Visitante         | Estadio                    | Fecha          | Hora       | Espectadores | Amonestado | Expulsado  |
| ----------------- | ---------- | ----------------- | -------------------------- | -------------- | ---------- | ------------ | ---------- | ---------- |
| Deportivo Dongu   | 0 - 5      | Chilangos F.C.    | Los Pinos                  | 3 de noviembre | 12:00      | 50           | 3          | 0          |
| Huracanes Izcalli | 1 - 0      | Cañoneros F.C.    | Hugo Sánchez Márquez       | 3 de noviembre | 12:00      | 70           | 1          | 0          |
| C.D. Poza Rica    | 4 - 0      | Ciervos F.C.      | Heriberto Jara Corona      | 3 de noviembre | 17:00      | 800          | 6          | 2          |
| C.D. Chilpancingo | 0 - 1      | C.D. Ayense       | General Vicente Guerrero   | 4 de noviembre | 12:00      | 500          | 8          | 0          |
| Atlético Pachuca  | 1 - 0      | Santiago F.C.     | Municipal de Atitalaquia   | 4 de noviembre | 16:00      | 150          | 1          | 0          |
| Caja Oblatos CFD  | 0 - 1      | Artesanos Metepec | Club Deportivo Zapotlanejo | 5 de noviembre | 11:00      | 50           | 1          | 0          |
| Zitácuaro         | 0 - 1      | Aguacateros CDU   | Ignacio López Rayón        | 5 de noviembre | 12:00      | 200          | 4          | 1          |
| DESCANSO:         | DESCANSO:  | DESCANSO:         | CDM F.C.                   | CDM F.C.       | CDM F.C.   | CDM F.C.     | CDM F.C.   | CDM F.C.   |

| Jornada 14      | Jornada 14 | Jornada 14        | Jornada 14                | Jornada 14        | Jornada 14        | Jornada 14        | Jornada 14        | Jornada 14        |
| Local           | Resultado  | Visitante         | Estadio                   | Fecha             | Hora              | Espectadores      | Amonestado        | Expulsado         |
| --------------- | ---------- | ----------------- | ------------------------- | ----------------- | ----------------- | ----------------- | ----------------- | ----------------- |
| Chilangos F.C.  | 1 - 0      | Zitácuaro         | Valentín González         | 10 de noviembre   | 16:00             | 50                | 5                 | 0                 |
| Santiago F.C.   | 4 - 1      | Caja Oblatos CFD  | El Barrial                | 10 de noviembre   | 19:00             | 100               | 3                 | 0                 |
| Ciervos F.C.    | 0 - 3      | C.D. Chilpancingo | Arreola                   | 11 de noviembre   | 16:00             | 50                | 4                 | 0                 |
| Aguacateros CDU | 1 - 0      | CDM F.C.          | U.D. Hermanos López Rayón | 11 de noviembre   | 16:00             | 300               | 5                 | 0                 |
| Cañoneros F.C.  | 1 - 0      | C.D. Poza Rica    | Momoxco                   | 11 de noviembre   | 17:00             | 50                | 3                 | 1                 |
| C.D. Ayense     | 3 - 0      | Atlético Pachuca  | Chino Rivas               | 11 de noviembre   | 18:00             | 1 200             | 3                 | 0                 |
| Deportivo Dongu | 0 - 3      | Artesanos Metepec | Los Pinos                 | 15 de noviembre   | 10:00             | 50                | 8                 | 1                 |
| DESCANSO:       | DESCANSO:  | DESCANSO:         | Huracanes Izcalli         | Huracanes Izcalli | Huracanes Izcalli | Huracanes Izcalli | Huracanes Izcalli | Huracanes Izcalli |

| Jornada 15        | Jornada 15 | Jornada 15      | Jornada 15                 | Jornada 15      | Jornada 15     | Jornada 15     | Jornada 15     | Jornada 15     |
| Local             | Resultado  | Visitante       | Estadio                    | Fecha           | Hora           | Espectadores   | Amonestado     | Expulsado      |
| ----------------- | ---------- | --------------- | -------------------------- | --------------- | -------------- | -------------- | -------------- | -------------- |
| Huracanes Izcalli | 0 - 0      | Aguacateros CDU | Hugo Sánchez Márquez       | 17 de noviembre | 12:00          | 50             | 6              | 0              |
| C.D. Chilpancingo | 6 - 0      | Cañoneros F.C.  | General Vicente Guerrero   | 18 de noviembre | 12:00          | 1 500          | 2              | 0              |
| Artesanos Metepec | 1 - 0      | Santiago F.C.   | Tecnológico de Toluca      | 18 de noviembre | 16:00          | 100            | 5              | 0              |
| Atlético Pachuca  | 2 - 1      | Ciervos F.C.    | Municipal de Atitalaquia   | 18 de noviembre | 16:00          | 150            | 5              | 2              |
| CDM F.C.          | 3 - 0      | Chilangos F.C.  | Valentín González          | 18 de noviembre | 16:00          | 150            | 3              | 1              |
| Zitácuaro         | 0 - 0      | Deportivo Dongu | Ignacio López Rayón        | 18 de noviembre | 16:00          | 100            | 2              | 0              |
| Caja Oblatos CFD  | 2 - 4      | C.D. Ayense     | Club Deportivo Zapotlanejo | 19 de noviembre | 11:00          | 500            | 4              | 0              |
| DESCANSO:         | DESCANSO:  | DESCANSO:       | C.D. Poza Rica             | C.D. Poza Rica  | C.D. Poza Rica | C.D. Poza Rica | C.D. Poza Rica | C.D. Poza Rica |

### Segunda Vuelta
| Jornada 16        | Jornada 16 | Jornada 16      | Jornada 16                 | Jornada 16        | Jornada 16        | Jornada 16        | Jornada 16        | Jornada 16        |
| Local             | Resultado  | Visitante       | Estadio                    | Fecha             | Hora              | Espectadores      | Amonestado        | Expulsado         |
| ----------------- | ---------- | --------------- | -------------------------- | ----------------- | ----------------- | ----------------- | ----------------- | ----------------- |
| C.D. Poza Rica    | 0 - 3      | Aguacateros CDU | Heriberto Jara Corona      | 12 de enero       | 17:00             | 1 500             | 2                 | 0                 |
| Santiago F.C.     | 4 - 0      | Deportivo Dongu | El Barrial                 | 12 de enero       | 19:00             | 200               | 2                 | 0                 |
| Huracanes Izcalli | 0 - 2      | Chilangos F.C.  | Arreola                    | 13 de enero       | 10:00             | 50                | 2                 | 0                 |
| Artesanos Metepec | 3 - 2      | C.D. Ayense     | U.D. Alarcón Hisojo        | 13 de enero       | 15:30             | 200               | 8                 | 0                 |
| CDM F.C.          | 5 - 1      | Zitácuaro       | Valentín González          | 13 de enero       | 15:30             | 100               | 5                 | 0                 |
| Atlético Pachuca  | 3 - 1      | Cañoneros F.C.  | Municipal de Atitalaquia   | 13 de enero       | 16:00             | 100               | 2                 | 0                 |
| Caja Oblatos CFD  | 3 - 0      | Ciervos F.C.    | Club Deportivo Zapotlanejo | 14 de enero       | 11:00             | 80                | 3                 | 0                 |
| DESCANSO:         | DESCANSO:  | DESCANSO:       | C.D. Chilpancingo          | C.D. Chilpancingo | C.D. Chilpancingo | C.D. Chilpancingo | C.D. Chilpancingo | C.D. Chilpancingo |

| Jornada 17        | Jornada 17 | Jornada 17        | Jornada 17                | Jornada 17       | Jornada 17       | Jornada 17       | Jornada 17       | Jornada 17       |
| Local             | Resultado  | Visitante         | Estadio                   | Fecha            | Hora             | Espectadores     | Amonestado       | Expulsado        |
| ----------------- | ---------- | ----------------- | ------------------------- | ---------------- | ---------------- | ---------------- | ---------------- | ---------------- |
| Deportivo Dongu   | 1 - 5      | CDM F.C.          | Los Pinos                 | 19 de enero      | 12:00            | 100              | 1                | 1                |
| Chilangos F.C.    | 0 - 0      | C.D. Poza Rica    | Jesús Martínez "Palillo"  | 19 de enero      | 15:30            | 30               | 3                | 1                |
| Huracanes Izcalli | 0 - 1      | Zitácuaro         | Hugo Sánchez Márquez      | 20 de enero      | 10:00            | 50               | 6                | 2                |
| Cañoneros F.C.    | 1 - 0      | Caja Oblatos CFD  | Momoxco                   | 20 de enero      | 10:00            | 50               | 5                | 0                |
| Aguacateros CDU   | 4 - 1      | C.D. Chilpancingo | U.D. Hermanos López Rayón | 20 de enero      | 15:30            | 350              | 2                | 0                |
| Ciervos F.C.      | 0 - 3      | Artesanos Metepec | Arreola                   | 20 de enero      | 15:30            | 100              | 4                | 0                |
| C.D. Ayense       | 1 - 0      | Santiago F.C.     | Chino Rivas               | 20 de enero      | 18:00            | 1 000            | 2                | 0                |
| DESCANSO:         | DESCANSO:  | DESCANSO:         | Atlético Pachuca          | Atlético Pachuca | Atlético Pachuca | Atlético Pachuca | Atlético Pachuca | Atlético Pachuca |

| Jornada 18        | Jornada 18 | Jornada 18      | Jornada 18               | Jornada 18       | Jornada 18       | Jornada 18       | Jornada 18       | Jornada 18       |
| Local             | Resultado  | Visitante       | Estadio                  | Fecha            | Hora             | Espectadores     | Amonestado       | Expulsado        |
| ----------------- | ---------- | --------------- | ------------------------ | ---------------- | ---------------- | ---------------- | ---------------- | ---------------- |
| C.D. Poza Rica    | 4 - 3      | Zitácuaro       | Heriberto Jara Corona    | 26 de enero      | 17:00            | 500              | 1                | 0                |
| Huracanes Izcalli | 0 - 3      | CDM F.C.        | Arreola                  | 27 de enero      | 10:00            | 50               | 3                | 0                |
| C.D. Chilpancingo | 1 - 2      | Chilangos F.C.  | General Vicente Guerrero | 27 de enero      | 12:00            | 270              | 5                | 2                |
| Artesanos Metepec | 3 - 0      | Cañoneros F.C.  | U.D. Alarcón Hisojo      | 27 de enero      | 15:30            | 200              | 2                | 0                |
| Atlético Pachuca  | 0 - 2      | Aguacateros CDU | Municipal de Atitalaquia | 27 de enero      | 16:00            | 150              | 2                | 0                |
| C.D. Ayense       | 2 - 1      | Deportivo Dongu | Chino Rivas              | 27 de enero      | 18:00            | 658              | 4                | 0                |
| Santiago F.C.     | 1 - 0      | Ciervos F.C.    | El Barrial               | Suspendido       | Suspendido       | N/A              | N/A              | N/A              |
| DESCANSO:         | DESCANSO:  | DESCANSO:       | Caja Oblatos CFD         | Caja Oblatos CFD | Caja Oblatos CFD | Caja Oblatos CFD | Caja Oblatos CFD | Caja Oblatos CFD |

| Jornada 19        | Jornada 19 | Jornada 19        | Jornada 19                | Jornada 19        | Jornada 19        | Jornada 19        | Jornada 19        | Jornada 19        |
| Local             | Resultado  | Visitante         | Estadio                   | Fecha             | Hora              | Espectadores      | Amonestado        | Expulsado         |
| ----------------- | ---------- | ----------------- | ------------------------- | ----------------- | ----------------- | ----------------- | ----------------- | ----------------- |
| Chilangos F.C.    | 2 - 1      | Atlético Pachuca  | Valentín González         | 2 de febrero      | 15:30             | 50                | 4                 | 1                 |
| Cañoneros F.C.    | 0 - 1      | Santiago F.C.     | Momoxco                   | 3 de febrero      | 10:00             | 50                | 5                 | 1                 |
| Huracanes Izcalli | 4 - 1      | Deportivo Dongu   | Arreola                   | 3 de febrero      | 10:00             | 100               | 3                 | 0                 |
| Aguacateros CDU   | 3 - 0      | Caja Oblatos CFD  | U.D. Hermanos López Rayón | 3 de febrero      | 15:30             | 500               | 4                 | 0                 |
| Ciervos F.C.      | 0 - 3      | C.D. Ayense       | Arreola                   | 3 de febrero      | 15:30             | 100               | 5                 | 4                 |
| CDM F.C.          | 1 - 0      | C.D. Poza Rica    | Valentín González         | 3 de febrero      | 15:30             | 150               | 8                 | 1                 |
| Zitácuaro         | 0 - 2      | C.D. Chilpancingo | Ignacio López Rayón       | 4 de febrero      | 12:00             | 100               | 6                 | 1                 |
| DESCANSO:         | DESCANSO:  | DESCANSO:         | Artesanos Metepec         | Artesanos Metepec | Artesanos Metepec | Artesanos Metepec | Artesanos Metepec | Artesanos Metepec |

| Jornada 20        | Jornada 20 | Jornada 20        | Jornada 20                 | Jornada 20    | Jornada 20    | Jornada 20    | Jornada 20    | Jornada 20    |
| Local             | Resultado  | Visitante         | Estadio                    | Fecha         | Hora          | Espectadores  | Amonestado    | Expulsado     |
| ----------------- | ---------- | ----------------- | -------------------------- | ------------- | ------------- | ------------- | ------------- | ------------- |
| C.D. Poza Rica    | 2 - 0      | Huracanes Izcalli | Heriberto Jara Corona      | 9 de febrero  | 17:00         | 400           | 7             | 0             |
| C.D. Chilpancingo | 0 - 0      | CDM F.C.          | General Vicente Guerrero   | 10 de febrero | 12:00         | 300           | 4             | 1             |
| Artesanos Metepec | 1 - 0      | Aguacateros CDU   | U.D. Alarcón Hisojo        | 10 de febrero | 15:30         | 250           | 4             | 0             |
| Ciervos F.C.      | 0 - 4      | Deportivo Dongu   | Arreola                    | 10 de febrero | 15:30         | 100           | 5             | 0             |
| Atlético Pachuca  | 1 - 1      | Zitácuaro         | Municipal de Atitalaquia   | 10 de febrero | 16:00         | 100           | 5             | 0             |
| C.D. Ayense       | 3 - 0      | Cañoneros F.C.    | Chino Rivas                | 10 de febrero | 18:00         | 570           | 2             | 0             |
| Caja Oblatos CFD  | 1 - 2      | Chilangos F.C.    | Club Deportivo Zapotlanejo | 11 de febrero | 11:00         | 100           | 5             | 0             |
| DESCANSO:         | DESCANSO:  | DESCANSO:         | Santiago F.C.              | Santiago F.C. | Santiago F.C. | Santiago F.C. | Santiago F.C. | Santiago F.C. |

| Jornada 21        | Jornada 21 | Jornada 21        | Jornada 21                | Jornada 21    | Jornada 21  | Jornada 21   | Jornada 21  | Jornada 21  |
| Local             | Resultado  | Visitante         | Estadio                   | Fecha         | Hora        | Espectadores | Amonestado  | Expulsado   |
| ----------------- | ---------- | ----------------- | ------------------------- | ------------- | ----------- | ------------ | ----------- | ----------- |
| Chilangos F.C.    | 1 - 1      | Artesanos Metepec | Valentín González         | 15 de febrero | 15:30       | 30           | 2           | 0           |
| Deportivo Dongu   | 1 - 2      | C.D. Poza Rica    | Los Pinos                 | 16 de febrero | 12:00       | 100          | 2           | 0           |
| CDM F.C.          | 1 - 1      | Atlético Pachuca  | Valentín González         | 16 de febrero | 15:30       | 50           | 6           | 0           |
| Cañoneros F.C.    | 5 - 2      | Ciervos F.C.      | Momoxco                   | 17 de febrero | 10:00       | 10           | 3           | 1           |
| Aguacateros CDU   | 1 - 2      | Santiago F.C.     | U.D. Hermanos López Rayón | 17 de febrero | 15:30       | 300          | 10          | 0           |
| Zitácuaro         | 1 - 1      | Caja Oblatos CFD  | Ignacio López Rayón       | 18 de febrero | 12:00       | 100          | 3           | 0           |
| Huracanes Izcalli | 0 - 1      | C.D. Chilpancingo | Hugo Sánchez Márquez      | Suspendido    | Suspendido  | N/A          | N/A         | N/A         |
| DESCANSO:         | DESCANSO:  | DESCANSO:         | C.D. Ayense               | C.D. Ayense   | C.D. Ayense | C.D. Ayense  | C.D. Ayense | C.D. Ayense |

| Jornada 22        | Jornada 22 | Jornada 22        | Jornada 22                 | Jornada 22    | Jornada 22   | Jornada 22   | Jornada 22   | Jornada 22   |
| Local             | Resultado  | Visitante         | Estadio                    | Fecha         | Hora         | Espectadores | Amonestado   | Expulsado    |
| ----------------- | ---------- | ----------------- | -------------------------- | ------------- | ------------ | ------------ | ------------ | ------------ |
| Santiago F.C.     | 3 - 0      | Chilangos F.C.    | El Barrial                 | 23 de febrero | 19:00        | 100          | 5            | 0            |
| Cañoneros F.C.    | 1 - 0      | Deportivo Dongu   | Momoxco                    | 24 de febrero | 10:00        | 50           | 4            | 0            |
| C.D. Chilpancingo | 3 - 0      | C.D. Poza Rica    | General Vicente Guerrero   | 24 de febrero | 12:00        | 350          | 7            | 0            |
| Artesanos Metepec | 1 - 0      | Zitácuaro         | U.D. Alarcón Hisojo        | 24 de febrero | 15:30        | 150          | 4            | 1            |
| Atlético Pachuca  | 4 - 1      | Huracanes Izcalli | Municipal de Atitalaquia   | 24 de febrero | 16:00        | 150          | 2            | 1            |
| C.D. Ayense       | 1 - 3      | Aguacateros CDU   | Chino Rivas                | 24 de febrero | 18:00        | 400          | 3            | 0            |
| Caja Oblatos CFD  | 2 - 1      | CDM F.C.          | Club Deportivo Zapotlanejo | 25 de febrero | 11:00        | 100          | 4            | 1            |
| DESCANSO:         | DESCANSO:  | DESCANSO:         | Ciervos F.C.               | Ciervos F.C.  | Ciervos F.C. | Ciervos F.C. | Ciervos F.C. | Ciervos F.C. |

| Jornada 23        | Jornada 23    | Jornada 23        | Jornada 23                | Jornada 23     | Jornada 23     | Jornada 23     | Jornada 23     | Jornada 23     |
| Local             | Resultado     | Visitante         | Estadio                   | Fecha          | Hora           | Espectadores   | Amonestado     | Expulsado      |
| ----------------- | ------------- | ----------------- | ------------------------- | -------------- | -------------- | -------------- | -------------- | -------------- |
| Deportivo Dongu   | 0 - 1         | C.D. Chilpancingo | Los Pinos                 | 1 de marzo     | 12:00          | 150            | 4              | 0              |
| Chilangos F.C.    | 1 - 2         | C.D. Ayense       | Valentín González         | 1 de marzo     | 15:30          | 30             | 0              | 0              |
| C.D. Poza Rica    | 1 - 0         | Atlético Pachuca  | Heriberto Jara Corona     | 1 de marzo     | 17:00          | 600            | 4              | 2              |
| Aguacateros CDU   | 5 - 1         | Ciervos F.C.      | U.D. Hermanos López Rayón | 2 de marzo     | 16:00          | 300            | 1              | 0              |
| CDM F.C.          | (4) 2 - 2 (5) | Artesanos Metepec | Valentín González         | 2 de marzo     | 16:00          | 150            | 3              | 0              |
| Zitácuaro         | 0 - 0         | Santiago F.C.     | Ignacio López Rayón       | 2 de marzo     | 16:00          | 150            | 5              | 0              |
| Huracanes Izcalli | 1 - 2         | Caja Oblatos CFD  | Arreola                   | 3 de marzo     | 12:00          | 50             | 5              | 1              |
| DESCANSO:         | DESCANSO:     | DESCANSO:         | Cañoneros F.C.            | Cañoneros F.C. | Cañoneros F.C. | Cañoneros F.C. | Cañoneros F.C. | Cañoneros F.C. |

| Jornada 24        | Jornada 24    | Jornada 24        | Jornada 24                 | Jornada 24      | Jornada 24      | Jornada 24      | Jornada 24      | Jornada 24      |
| Local             | Resultado     | Visitante         | Estadio                    | Fecha           | Hora            | Espectadores    | Amonestado      | Expulsado       |
| ----------------- | ------------- | ----------------- | -------------------------- | --------------- | --------------- | --------------- | --------------- | --------------- |
| Santiago F.C.     | (4) 2 - 2 (3) | CDM F.C.          | El Barrial                 | 8 de marzo      | 19:00           | 200             | 7               | 0               |
| Cañoneros F.C.    | 0 - 4         | Aguacateros CDU   | Momoxco                    | 9 de marzo      | 10:00           | 50              | 5               | 2               |
| Atlético Pachuca  | 0 - 0         | C.D. Chilpancingo | Municipal de Atitalaquia   | 9 de marzo      | 16:00           | 100             | 3               | 1               |
| Artesanos Metepec | 3 - 0         | Huracanes Izcalli | U.D. Alarcón Hisojo        | 9 de marzo      | 16:00           | 500             | 1               | 1               |
| Ciervos F.C.      | 1 - 3         | Chilangos F.C.    | Arreola                    | 9 de marzo      | 16:00           | 50              | 5               | 0               |
| C.D. Ayense       | 5 - 1         | Zitácuaro         | Chino Rivas                | 9 de marzo      | 18:00           | 1 000           | 2               | 0               |
| Caja Oblatos CFD  | 1 - 2         | C.D. Poza Rica    | Club Deportivo Zapotlanejo | 10 de marzo     | 11:00           | 100             | 8               | 1               |
| DESCANSO:         | DESCANSO:     | DESCANSO:         | Deportivo Dongu            | Deportivo Dongu | Deportivo Dongu | Deportivo Dongu | Deportivo Dongu | Deportivo Dongu |

| Jornada 25        | Jornada 25    | Jornada 25        | Jornada 25               | Jornada 25      | Jornada 25      | Jornada 25      | Jornada 25      | Jornada 25      |
| Local             | Resultado     | Visitante         | Estadio                  | Fecha           | Hora            | Espectadores    | Amonestado      | Expulsado       |
| ----------------- | ------------- | ----------------- | ------------------------ | --------------- | --------------- | --------------- | --------------- | --------------- |
| Deportivo Dongu   | (4) 3 - 3 (5) | Atlético Pachuca  | Los Pinos                | 15 de marzo     | 12:00           | 100             | 5               | 1               |
| Chilangos F.C.    | 1 - 1         | Cañoneros F.C.    | Valentín González        | 15 de marzo     | 15:30           | 100             | 7               | 0               |
| C.D. Poza Rica    | 0 - 1         | Artesanos Metepec | Heriberto Jara Corona    | 15 de marzo     | 17:00           | 500             | 3               | 4               |
| Huracanes Izcalli | 1 - 1         | Santiago F.C.     | Hugo Sánchez Márquez     | 16 de marzo     | 10:00           | 50              | 5               | 0               |
| C.D. Chilpancingo | 5 - 1         | Caja Oblatos CFD  | General Vicente Guerrero | 16 de marzo     | 12:00           | 200             | 1               | 0               |
| CDM F.C.          | 0 - 3         | C.D. Ayense       | Valentín González        | 16 de marzo     | 16:00           | 200             | 1               | 0               |
| Zitácuaro         | 0 - 1         | Ciervos F.C.      | Ignacio López Rayón      | 16 de marzo     | 16:00           | 100             | 6               | 1               |
| DESCANSO:         | DESCANSO:     | DESCANSO:         | Aguacateros CDU          | Aguacateros CDU | Aguacateros CDU | Aguacateros CDU | Aguacateros CDU | Aguacateros CDU |

| Jornada 26        | Jornada 26 | Jornada 26        | Jornada 26                 | Jornada 26     | Jornada 26     | Jornada 26     | Jornada 26     | Jornada 26     |
| Local             | Resultado  | Visitante         | Estadio                    | Fecha          | Hora           | Espectadores   | Amonestado     | Expulsado      |
| ----------------- | ---------- | ----------------- | -------------------------- | -------------- | -------------- | -------------- | -------------- | -------------- |
| Santiago F.C.     | 2 - 0      | C.D. Poza Rica    | El Barrial                 | 22 de marzo    | 19:00          | 300            | 5              | 1              |
| Cañoneros F.C.    | 1 - 0      | Zitácuaro         | Momoxco                    | 23 de marzo    | 10:00          | 50             | 2              | 1              |
| Artesanos Metepec | 3 - 0      | C.D. Chilpancingo | U.D. Alarcón Hisojo        | 23 de marzo    | 16:00          | 200            | 4              | 0              |
| Aguacateros CDU   | 5 - 0      | Deportivo Dongu   | U.D. Hermanos López Rayón  | 23 de marzo    | 16:00          | 600            | 2              | 0              |
| C.D. Ayense       | 3 - 0      | Huracanes Izcalli | Chino Rivas                | 23 de marzo    | 18:00          | 550            | 1              | 0              |
| Caja Oblatos CFD  | 1 - 0      | Atlético Pachuca  | Club Deportivo Zapotlanejo | 24 de marzo    | 11:00          | 100            | 5              | 1              |
| Ciervos F.C.      | 0 - 5      | CDM F.C.          | Arreola                    | 3 de abril     | 16:00          | 80             | 4              | 0              |
| DESCANSO:         | DESCANSO:  | DESCANSO:         | Chilangos F.C.             | Chilangos F.C. | Chilangos F.C. | Chilangos F.C. | Chilangos F.C. | Chilangos F.C. |

| Jornada 27        | Jornada 27 | Jornada 27        | Jornada 27               | Jornada 27  | Jornada 27 | Jornada 27   | Jornada 27 | Jornada 27 |
| Local             | Resultado  | Visitante         | Estadio                  | Fecha       | Hora       | Espectadores | Amonestado | Expulsado  |
| ----------------- | ---------- | ----------------- | ------------------------ | ----------- | ---------- | ------------ | ---------- | ---------- |
| Chilangos F.C.    | 0 - 1      | Aguacateros CDU   | Jesús Martínez "Palillo" | 28 de marzo | 12:00      | 100          | 3          | 0          |
| Deportivo Dongu   | 0 - 3      | Caja Oblatos CFD  | Los Pinos                | 29 de marzo | 12:00      | 150          | 2          | 0          |
| C.D. Poza Rica    | 0 - 2      | C.D. Ayense       | Heriberto Jara Corona    | 29 de marzo | 17:00      | 100          | 2          | 0          |
| Huracanes Izcalli | 5 - 1      | Ciervos F.C.      | FMF Toluca               | 30 de marzo | 12:00      | 50           | 0          | 0          |
| C.D. Chilpancingo | 1 - 2      | Santiago F.C.     | General Vicente Guerrero | 30 de marzo | 12:00      | 200          | 3          | 0          |
| Atlético Pachuca  | 3 - 1      | Artesanos Metepec | Municipal de Atitalaquia | 30 de marzo | 16:00      | 150          | 0          | 0          |
| CDM F.C.          | 0 - 0      | Cañoneros F.C.    | Valentín González        | 30 de marzo | 16:00      | 120          | 2          | 0          |
| DESCANSO:         | DESCANSO:  | DESCANSO:         | Zitácuaro                | Zitácuaro   | Zitácuaro  | Zitácuaro    | Zitácuaro  | Zitácuaro  |

| Jornada 28        | Jornada 28 | Jornada 28        | Jornada 28                | Jornada 28 | Jornada 28 | Jornada 28   | Jornada 28 | Jornada 28 |
| Local             | Resultado  | Visitante         | Estadio                   | Fecha      | Hora       | Espectadores | Amonestado | Expulsado  |
| ----------------- | ---------- | ----------------- | ------------------------- | ---------- | ---------- | ------------ | ---------- | ---------- |
| Chilangos F.C.    | 2 - 0      | Deportivo Dongu   | Valentín González         | 5 de abril | 16:00      | 50           | 4          | 0          |
| Santiago F.C.     | 2 - 1      | Atlético Pachuca  | El Barrial                | 5 de abril | 19:00      | 600          | 5          | 1          |
| Cañoneros F.C.    | 0 - 1      | Huracanes Izcalli | Momoxco                   | 6 de abril | 10:00      | 40           | 3          | 1          |
| Artesanos Metepec | 5 - 0      | Caja Oblatos CFD  | U.D. Alarcón Hisojo       | 6 de abril | 16:00      | 150          | 3          | 0          |
| Ciervos F.C.      | 0 - 4      | C.D. Poza Rica    | Arreola                   | 6 de abril | 16:00      | 100          | 1          | 0          |
| Aguacateros CDU   | 6 - 0      | Zitácuaro         | U.D. Hermanos López Rayón | 6 de abril | 16:00      | 500          | 0          | 0          |
| C.D. Ayense       | 4 - 1      | C.D. Chilpancingo | Chino Rivas               | 6 de abril | 18:00      | 500          | 4          | 0          |
| DESCANSO:         | DESCANSO:  | DESCANSO:         | CDM F.C.                  | CDM F.C.   | CDM F.C.   | CDM F.C.     | CDM F.C.   | CDM F.C.   |

| Jornada 29        | Jornada 29    | Jornada 29      | Jornada 29                 | Jornada 29        | Jornada 29        | Jornada 29        | Jornada 29        | Jornada 29        |
| Local             | Resultado     | Visitante       | Estadio                    | Fecha             | Hora              | Espectadores      | Amonestado        | Expulsado         |
| ----------------- | ------------- | --------------- | -------------------------- | ----------------- | ----------------- | ----------------- | ----------------- | ----------------- |
| C.D. Poza Rica    | 3 - 1         | Cañoneros F.C.  | Heriberto Jara Corona      | 12 de abril       | 17:00             | 500               | 1                 | 0                 |
| C.D. Chilpancingo | 3 - 0         | Ciervos F.C.    | General Vicente Guerrero   | 13 de abril       | 12:00             | 250               | 1                 | 1                 |
| Atlético Pachuca  | 5 - 3         | C.D. Ayense     | Municipal de Atitalaquia   | 13 de abril       | 12:00             | 50                | 2                 | 0                 |
| Artesanos Metepec | 4 - 0         | Deportivo Dongu | U.D. Alarcón Hisojo        | 13 de abril       | 16:00             | 100               | 0                 | 0                 |
| Zitácuaro         | 2 - 0         | Chilangos F.C.  | Ignacio López Rayón        | 13 de abril       | 16:00             | 200               | 1                 | 0                 |
| CDM F.C.          | 3 - 0         | Aguacateros CDU | Valentín González          | 13 de abril       | 16:00             | 100               | 6                 | 2                 |
| Caja Oblatos CFD  | (5) 2 - 2 (4) | Santiago F.C.   | Club Deportivo Zapotlanejo | 14 de abril       | 11:00             | 100               | 5                 | 0                 |
| DESCANSO:         | DESCANSO:     | DESCANSO:       | Huracanes Izcalli          | Huracanes Izcalli | Huracanes Izcalli | Huracanes Izcalli | Huracanes Izcalli | Huracanes Izcalli |

| Jornada 30      | Jornada 30 | Jornada 30        | Jornada 30                | Jornada 30     | Jornada 30     | Jornada 30     | Jornada 30     | Jornada 30     |
| Local           | Resultado  | Visitante         | Estadio                   | Fecha          | Hora           | Espectadores   | Amonestado     | Expulsado      |
| --------------- | ---------- | ----------------- | ------------------------- | -------------- | -------------- | -------------- | -------------- | -------------- |
| Deportivo Dongu | 2 - 0      | Zitácuaro         | Los Pinos                 | 19 de abril    | 12:00          | 100            | 4              | 1              |
| Chilangos F.C.  | 3 - 2      | CDM F.C.          | Valentín González         | 19 de abril    | 16:00          | 100            | 2              | 0              |
| Santiago F.C.   | 0 - 0      | Artesanos Metepec | El Barrial                | 19 de abril    | 19:00          | 100            | 2              | 0              |
| Cañoneros F.C.  | 0 - 2      | C.D. Chilpancingo | Momoxco                   | 20 de abril    | 10:00          | 30             | 3              | 0              |
| Ciervos F.C.    | 0 - 3      | Atlético Pachuca  | Arreola                   | 20 de abril    | 16:00          | 100            | 5              | 0              |
| Aguacateros CDU | 3 - 1      | Huracanes Izcalli | U.D. Hermanos López Rayón | 20 de abril    | 16:00          | 300            | 4              | 0              |
| C.D. Ayense     | 7 - 1      | Caja Oblatos CFD  | Chino Rivas               | 20 de abril    | 18:00          | 600            | 1              | 0              |
| DESCANSO:       | DESCANSO:  | DESCANSO:         | C.D. Poza Rica            | C.D. Poza Rica | C.D. Poza Rica | C.D. Poza Rica | C.D. Poza Rica | C.D. Poza Rica |

## Tabla General de Clasificación
| Pos. | Equipo                 | Pts. | PJ | G  | E | P  | GF | GC | Dif. | Clasificación                    |
| ---- | ---------------------- | ---- | -- | -- | - | -- | -- | -- | ---- | -------------------------------- |
| 1    | C.D. Ayense            | 73   | 28 | 21 | 3 | 4  | 81 | 33 | +48  | Semifinales de la liguilla       |
| 2    | Aguacateros CDU (C)    | 65   | 28 | 19 | 3 | 6  | 63 | 24 | +39  | Reclasificación para la liguilla |
| 3    | Artesanos Metepec F.C. | 61   | 28 | 18 | 4 | 6  | 47 | 20 | +27  | Reclasificación para la liguilla |
| 4    | CDM F.C.               | 60   | 28 | 16 | 6 | 6  | 68 | 27 | +41  | Reclasificación para la liguilla |
| 5    | Santiago F.C.          | 58   | 28 | 16 | 7 | 5  | 43 | 20 | +23  | Reclasificación para la liguilla |
| 6    | C.D. Chilpancingo      | 57   | 28 | 17 | 2 | 9  | 50 | 27 | +23  | Reclasificación para la liguilla |
| 7    | Atlético Pachuca       | 57   | 28 | 16 | 4 | 8  | 52 | 35 | +17  | Reclasificación para la liguilla |
| 8    | C.D. Poza Rica         | 44   | 28 | 13 | 4 | 11 | 42 | 36 | +6   |                                  |
| 9    | Chilangos F.C.         | 42   | 28 | 11 | 5 | 12 | 40 | 41 | −1   |                                  |
| 10   | Caja Oblatos CFD       | 29   | 28 | 7  | 6 | 15 | 32 | 59 | −27  |                                  |
| 11   | Huracanes Izcalli      | 28   | 28 | 7  | 6 | 15 | 31 | 45 | −14  |                                  |
| 12   | C.D.F. Zitácuaro       | 25   | 28 | 5  | 8 | 15 | 23 | 50 | −27  |                                  |
| 13   | Cañoneros F.C.         | 17   | 28 | 5  | 2 | 21 | 16 | 49 | −33  |                                  |
| 14   | Deportivo Dongu        | 15   | 28 | 4  | 2 | 22 | 29 | 81 | −52  |                                  |
| 15   | Ciervos F.C.           | 12   | 28 | 3  | 2 | 23 | 15 | 85 | −70  |                                  |

Actualizado a los partidos jugados el 20 de abril de 2024.
 Fuente: Liga Premier FMF
Criterios de clasificación: Puntos · Diferencia de goles · Goles a favor · Cociente

### Evolución de la clasificación
| Jornada           | 1   | 2    | 3    | 4    | 5    | 6    | 7   | 8   | 9   | 10  | 11  | 12  | 13  | 14  | 15 | 16 | 17 | 18  | 19  | 20  | 21  | 22 | 23 | 24 | 25 | 26  | 27  | 28 | 29 | 30 |
| Equipo            |     |      |      |      |      |      |     |     |     |     |     |     |     |     |    |    |    |     |     |     |     |    |    |    |    |     |     |    |    |    |
| ----------------- | --- | ---- | ---- | ---- | ---- | ---- | --- | --- | --- | --- | --- | --- | --- | --- | -- | -- | -- | --- | --- | --- | --- | -- | -- | -- | -- | --- | --- | -- | -- | -- |
| Ayense            | 4   | 3    | 1    | 1    | 3*   | 4*   | 4*  | 4*  | 2*  | 4*  | 4*  | 4*  | 3*  | 3*  | 1  | 3  | 2  | 2   | 2   | 1   | 2   | 2  | 1  | 1  | 1  | 1   | 1   | 1  | 1  | 1  |
| Aguacateros CDU   | 3   | 9    | 9    | 8    | 6    | 8    | 8   | 6   | 7*  | 8*  | 7*  | 6*  | 7*  | 6*  | 6  | 5  | 4  | 3   | 3   | 3   | 3   | 3  | 3  | 2  | 2  | 2   | 2   | 2  | 2  | 2  |
| Artesanos Metepec | 13  | 6    | 8*   | 9*   | 11*  | 9*   | 10* | 10* | 9*  | 7*  | 9*  | 10* | 9*  | 8*  | 7  | 7  | 5  | 5   | 6   | 5   | 6   | 7  | 5  | 4  | 4  | 3   | 3   | 4  | 4  | 3  |
| CDM               | 15  | 4    | 3    | 4    | 4    | 3    | 2   | 2   | 1   | 1   | 1   | 1   | 2   | 2   | 3  | 2  | 1  | 1   | 1   | 2   | 1   | 1  | 2  | 3  | 3  | 4*  | 4*  | 3  | 3  | 4  |
| Santiago          | 1   | 1    | 2    | 5*   | 5*   | 5*   | 3*  | 3*  | 5*  | 5*  | 5*  | 5*  | 5*  | 5*  | 5  | 6  | 7  | 7*  | 7*  | 7*  | 5   | 6  | 7  | 6  | 6  | 6   | 5   | 5  | 5  | 5  |
| Chilpancingo      | 10  | 7    | 5    | 2    | 1    | 1    | 1   | 1   | 4   | 3   | 3   | 3   | 4   | 4   | 4  | 4  | 6  | 6   | 5   | 6   | 7*  | 5  | 4  | 5  | 5  | 5   | 6   | 6  | 6  | 6  |
| At. Pachuca       | 7*  | 8    | 6    | 3    | 2    | 2    | 5   | 5   | 3   | 2   | 2   | 2   | 1   | 1   | 2  | 1  | 3  | 4   | 4   | 4   | 4   | 4  | 6  | 7  | 7  | 7   | 7   | 7  | 7  | 7  |
| Poza Rica         | 12  | 5    | 7    | 7    | 8    | 7    | 6   | 7   | 6   | 6   | 6   | 7   | 6   | 7   | 8  | 8  | 8  | 8   | 9   | 9   | 8   | 8  | 8  | 8  | 8  | 8   | 8   | 8  | 8  | 8  |
| Chilangos         | 6   | 11   | 11   | 13   | 14   | 14   | 14  | 14  | 11  | 11  | 11  | 11  | 11  | 10  | 10 | 9  | 9  | 9   | 8   | 8   | 9   | 9  | 9  | 9  | 9  | 9   | 9   | 9  | 9  | 9  |
| Caja Oblatos      | 8*  | 12** | 12** | 12** | 13** | 13** | 13* | 12* | 13* | 13* | 13* | 12* | 12* | 12* | 12 | 12 | 12 | 12  | 12  | 12  | 12  | 12 | 12 | 12 | 12 | 10  | 10  | 11 | 10 | 10 |
| Huracanes Izcalli | 5   | 10   | 10   | 11   | 9    | 10   | 9   | 9   | 10  | 10  | 10  | 9   | 8   | 9   | 9  | 10 | 11 | 11  | 10  | 10  | 10* | 10 | 11 | 11 | 10 | 11  | 11  | 10 | 11 | 11 |
| Zitácuaro         | 2   | 2    | 4    | 6    | 7    | 6    | 7   | 8   | 8   | 9   | 8   | 8   | 10  | 11  | 11 | 11 | 10 | 10  | 11  | 11  | 11  | 11 | 10 | 10 | 11 | 12  | 12  | 12 | 12 | 12 |
| Cañoneros         | 9   | 13   | 13   | 14   | 15   | 15   | 15  | 15  | 15  | 15  | 15  | 15  | 15  | 14  | 15 | 15 | 15 | 15  | 15  | 15  | 14  | 13 | 13 | 13 | 13 | 13  | 13  | 13 | 13 | 13 |
| Dongu             | 14  | 15   | 15   | 10   | 12   | 12   | 12* | 13* | 14* | 14* | 14* | 14* | 14* | 15* | 14 | 14 | 14 | 14  | 14  | 13  | 13  | 14 | 14 | 14 | 14 | 14  | 14  | 14 | 14 | 14 |
| Ciervos           | 11* | 14*  | 14*  | 15*  | 10*  | 11** | 11* | 11* | 12* | 12* | 12* | 13* | 13* | 13* | 13 | 13 | 13 | 13* | 13* | 14* | 15* | 15 | 15 | 15 | 15 | 15* | 15* | 15 | 15 | 15 |

- #: Indica la posición del equipo en su jornada de descanso.
- * Indica la posición del equipo con partido(s) pendiente (s).

## Máximos goleadores
- Datos según la página oficial de la competición.

 Fecha de actualización: 20 de abril de 2024
| Pos. | Jugador              | Equipo            | Goles | Minutos | Frec.       |
| ---- | -------------------- | ----------------- | ----- | ------- | ----------- |
| 1º   | Sergio Vázquez       | Aguacateros CDU   | 18    | 1958    | 108.78 min. |
| 2º   | Diego Márquez        | CDM F.C.          | 17    | 1110    | 65.29 min.  |
| 3º   | David Collazo        | Atlético Pachuca  | 16    | 2368    | 148 min.    |
| 4º   | Edson Cibrián        | CDM F.C.          | 15    | 1276    | 85.07 min.  |
| 5º   | Osvaldo Nava         | C.D. Chilpancingo | 14    | 2373    | 169.5 min.  |
| =    | Raúl Magallón        | C.D. Ayense       | 14    | 1863    | 133.07 min. |
| 7º   | Isaac Medina         | C.D. Ayense       | 13    | 1583    | 121.77 min. |
| 8º   | José Arturo Martínez | Santiago F.C.     | 12    | 2063    | 171.92 min. |
| 9º   | César Delgado        | C.D. Ayense       | 11    | 2124    | 193.09 min. |
| 10º  | Adrián Garza         | Atlético Pachuca  | 10    | 696     | 69.6 min.   |
| =    | Mauricio Farjeat     | Chilangos F.C.    | 10    | 1488    | 148.8 min.  |

## Asistencia
El listado excluye los partidos que fueron disputados a puerta cerrada.
 Fecha de actualización: 20 de abril de 2024
| 1       | 2,900  | 483 | C.D. Ayense vs Artesanos Metepec (2,000)                                        | Chilangos F.C. vs Huracanes Izcalli Dongu vs Santiago F.C. (100)                                                                      |
| 2       | 2,350  | 392 | C.D. Poza Rica vs Chilangos F.C. (680)                                          | C.D.F. Zitácuaro vs Huracanes Izcalli (200)                                                                                           |
| 3       | 1,000  | 167 | Aguacateros CDU vs Atlético Pachuca (250)                                       | Dongu vs C.D. Ayense Chilangos F.C. vs C.D. Chilpancingo (100)                                                                        |
| 4       | 2,810  | 468 | C.D. Poza Rica vs CDM F.C. (1,030)                                              | Atlético Pachuca vs Chilangos F.C. (30)                                                                                               |
| 5       | 1,200  | 200 | Aguacateros CDU vs Artesanos Metepec C.D.F. Zitácuaro vs Atlético Pachuca (350) | Dongu vs Ciervos F.C. Chilangos F.C. vs Caja Oblatos CFD Huracanes Izcalli vs C.D. Poza Rica (100)                                    |
| 6       | 2,230  | 372 | C.D. Poza Rica vs Dongu (1,050)                                                 | Santiago F.C. vs Aguacateros CDU (70)                                                                                                 |
| 7       | 3,000  | 500 | C.D. Poza Rica vs C.D. Chilpancingo Aguacateros CDU vs C.D. Ayense (1,000)      | Chilangos F.C. vs Santiago F.C. Huracanes Izcalli vs Atlético Pachuca (100)                                                           |
| 8       | 2,112  | 302 | C.D. Ayense vs Chilangos F.C. (1,000)                                           | Atlético Pachuca vs C.D. Poza Rica Caja Oblatos CFD vs Huracanes Izcalli (50)                                                         |
| 9       | 1,950  | 325 | C.D. Poza Rica vs Caja Oblatos CFD (1,000)                                      | Chilangos F.C. vs Ciervos F.C. Huracanes Izcalli vs Artesanos Metepec (50)                                                            |
| 10      | 1,200  | 171 | C.D. Ayense vs CDM F.C. (500)                                                   | Cañoneros F.C. vs Chilangos F.C. (50)                                                                                                 |
| 11      | 1,870  | 267 | C.D. Poza Rica vs Santiago F.C. (900)                                           | Dongu vs Aguacateros CDU (20) |
| 12      | 3,300  | 471 | C.D. Ayense vs C.D. Poza Rica (2,500)                                           | Cañoneros F.C. vs CDM F.C. Caja Oblatos CFD vs Dongu (50)                                                                             |
| 13      | 1,820  | 260 | C.D. Poza Rica vs Ciervos F.C. (800)                                            | Dongu vs Chilangos F.C. Caja Oblatos CFD vs Artesanos Metepec (50)                                                                    |
| 14      | 1,800  | 257 | C.D. Ayense vs Atlético Pachuca (1,200)                                         | Chilangos F.C. vs C.D.F. Zitácuaro Ciervos F.C. vs C.D. Chilpancingo Cañoneros F.C. vs C.D. Poza Rica Dongu vs Artesanos Metepec (50) |
| 15      | 2,550  | 364 | C.D. Chilpancingo vs Cañoneros F.C. (1,500)                                     | Huracanes Izcalli vs Aguacateros CDU (50)                                                                                             |
| 16      | 2,230  | 319 | C.D. Poza Rica vs Aguacateros CDU (1,500)                                       | Huracanes Izcalli vs Chilangos F.C. (50)                                                                                              |
| 17      | 1,680  | 240 | C.D. Ayense vs Santiago F.C. (1,000)                                            | Chilangos F.C. vs C.D. Poza Rica (30)                                                                                                 |
| 18      | 1,828  | 261 | C.D. Ayense vs Dongu (658)                                                      | Huracanes Izcalli vs CDM F.C. (50) |
| 19      | 1,050  | 150 | Aguacateros CDU vs Caja Oblatos CFD (500)                                       | Chilangos F.C. vs Atlético Pachuca Cañoneros F.C. vs Santiago F.C. (50)                                                               |
| 20      | 1,820  | 260 | C.D. Ayense vs Cañoneros F.C. (570)                                             | Ciervos F.C. vs Dongu Atlético Pachuca vs C.D.F. Zitácuaro Caja Oblatos CFD vs Chilangos F.C. (100)                                   |
| 21      | 590    | 98  | Aguacateros CDU vs Santiago F.C. (300)                                          | Cañoneros F.C. vs Ciervos F.C. (10)                                                                                                   |
| 22      | 1,300  | 186 | C.D. Ayense vs Aguacateros CDU (400)                                            | Cañoneros F.C. vs Dongu (50) |
| 23      | 1,430  | 204 | C.D. Poza Rica vs Atlético Pachuca (600)                                        | Chilangos F.C. vs C.D. Ayense (30) |
| 24      | 2,000  | 286 | C.D. Ayense vs C.D.F. Zitácuaro (1,000)                                         | Cañoneros F.C. vs Aguacateros CDU Ciervos F.C. vs Chilangos F.C. (50)                                                                 |
| 25      | 1,250  | 179 | C.D. Poza Rica vs Artesanos Metepec (500)                                       | Huracanes Izcalli vs Santiago F.C. (50)                                                                                               |
| 26      | 1,880  | 269 | Aguacateros CDU vs Dongu (600)                                                  | Cañoneros F.C. vs C.D.F. Zitácuaro (50)                                                                                               |
| 27      | 870    | 124 | C.D. Chilpancingo vs Santiago F.C. (200)                                        | Huracanes Izcalli vs Ciervos F.C. (50)                                                                                                |
| 28      | 1,940  | 277 | Santiago F.C. vs Atlético Pachuca (600)                                         | Cañoneros F.C. vs Huracanes Izcalli (40)                                                                                              |
| 29      | 1,300  | 186 | C.D. Poza Rica vs Cañoneros F.C. (500)                                          | Atlético Pachuca vs C.D. Ayense (50)                                                                                                  |
| 30      | 1,330  | 190 | C.D. Ayense vs Caja Oblatos CFD (600)                                           | Cañoneros F.C. vs C.D. Chilpancingo (30)                                                                                              |
| Totales | 54,590 | 283 | C.D. Ayense vs C.D. Poza Rica (2,500)                                           | Cañoneros F.C. vs Ciervos F.C. (10)                                                                                                   |

## Liguilla
|  | Reclasificación                                        | Reclasificación                                        | Reclasificación                                        | Reclasificación                                        | Reclasificación                                        |   |   | Semifinales                                        | Semifinales                                        | Semifinales                                        | Semifinales                                        | Semifinales                                        |  |   | Final                                               | Final                                               | Final                                               | Final                                               | Final                                               |  |
|  | 24 de abril de 2024 (ida) 27 de abril de 2024 (vuelta) | 24 de abril de 2024 (ida) 27 de abril de 2024 (vuelta) | 24 de abril de 2024 (ida) 27 de abril de 2024 (vuelta) | 24 de abril de 2024 (ida) 27 de abril de 2024 (vuelta) | 24 de abril de 2024 (ida) 27 de abril de 2024 (vuelta) |   |   | 1 de mayo de 2024 (ida) 4 de mayo de 2024 (vuelta) | 1 de mayo de 2024 (ida) 4 de mayo de 2024 (vuelta) | 1 de mayo de 2024 (ida) 4 de mayo de 2024 (vuelta) | 1 de mayo de 2024 (ida) 4 de mayo de 2024 (vuelta) | 1 de mayo de 2024 (ida) 4 de mayo de 2024 (vuelta) |  |   | 8 de mayo de 2024 (ida) 11 de mayo de 2024 (vuelta) | 8 de mayo de 2024 (ida) 11 de mayo de 2024 (vuelta) | 8 de mayo de 2024 (ida) 11 de mayo de 2024 (vuelta) | 8 de mayo de 2024 (ida) 11 de mayo de 2024 (vuelta) | 8 de mayo de 2024 (ida) 11 de mayo de 2024 (vuelta) |  |
|  |                                                        |                                                        |                                                        |                                                        |                                                        |   |   |                                                    |                                                    |                                                    |                                                    |                                                    |  |   |                                                     |                                                     |                                                     |                                                     |                                                     |  |
|  |                                                        |                                                        |                                                        |                                                        |                                                        |   |   |                                                    |                                                    |                                                    |                                                    |                                                    |  |   |                                                     |                                                     |                                                     |                                                     |                                                     |  |
|  |                                                        |                                                        |                                                        |                                                        |                                                        |   |   |                                                    |                                                    |                                                    |                                                    |                                                    |  |   |                                                     |                                                     |                                                     |                                                     |                                                     |  |
|  |                                                        |                                                        |                                                        |                                                        |                                                        |   |   |                                                    |                                                    |                                                    |                                                    |                                                    |  |   |                                                     |                                                     |                                                     |                                                     |                                                     |  |
|  |                                                        |                                                        |                                                        |                                                        |                                                        |   |   |                                                    |                                                    |                                                    |                                                    |                                                    |  |   |                                                     |                                                     |                                                     |                                                     |                                                     |  |
|  |                                                        | 1                                                      | C.D. Ayense (*)                                        | 0                                                      | 1                                                      | 1 |   |                                                    |                                                    |                                                    |                                                    |                                                    |  |   |                                                     |                                                     |                                                     |                                                     |                                                     |  |
|  |                                                        |                                                        |                                                        |                                                        |                                                        | 1 |   |                                                    |                                                    |                                                    |                                                    |                                                    |  |   |                                                     |                                                     |                                                     |                                                     |                                                     |  |
|  |                                                        |                                                        | 5                                                      | Santiago F.C.                                          | 1                                                      | 0 | 1 |                                                    |                                                    |                                                    |                                                    |                                                    |  |   |                                                     |                                                     |                                                     |                                                     |                                                     |  |
|  | 4                                                      | CDM F.C.                                               | 5                                                      | Santiago F.C.                                          | 1                                                      | 0 | 1 | 1                                                  | 1                                                  | 2                                                  |                                                    |                                                    |  |   |                                                     |                                                     |                                                     |                                                     |                                                     |  |
|  | 4                                                      | CDM F.C.                                               |                                                        |                                                        |                                                        |   |   |                                                    |                                                    | 2                                                  |                                                    |                                                    |  |   |                                                     |                                                     |                                                     |                                                     |                                                     |  |
|  | 5                                                      | Santiago F.C.                                          | 3                                                      | 1                                                      | 4                                                      |   |   |                                                    |                                                    |                                                    |                                                    |                                                    |  |   |                                                     |                                                     |                                                     |                                                     |                                                     |  |
|  | 5                                                      | Santiago F.C.                                          | 3                                                      | 1                                                      | 4                                                      |   |   |                                                    |                                                    |                                                    |                                                    |                                                    |  | 1 | C.D. Ayense                                         | 0                                                   | 2                                                   | 2                                                   |                                                     |  |
|  |                                                        |                                                        |                                                        |                                                        |                                                        |   |   |                                                    |                                                    |                                                    |                                                    |                                                    |  | 1 | C.D. Ayense                                         | 0                                                   | 2                                                   | 2                                                   |                                                     |  |
|  |                                                        |                                                        | 2                                                      | Aguacateros CDU                                        | 2                                                      | 1 | 3 |                                                    |                                                    |                                                    |                                                    |                                                    |  |   |                                                     |                                                     |                                                     |                                                     |                                                     |  |
|  | 2                                                      | Aguacateros CDU                                        | 2                                                      | Aguacateros CDU                                        | 2                                                      | 1 | 3 | 0                                                  | 4                                                  | 4                                                  |                                                    |                                                    |  |   |                                                     |                                                     |                                                     |                                                     |                                                     |  |
|  | 2                                                      | Aguacateros CDU                                        |                                                        |                                                        |                                                        |   |   |                                                    |                                                    | 4                                                  |                                                    |                                                    |  |   |                                                     |                                                     |                                                     |                                                     |                                                     |  |
|  | 7                                                      | Atlético Pachuca                                       | 3                                                      | 0                                                      | 3                                                      |   |   |                                                    |                                                    |                                                    |                                                    |                                                    |  |   |                                                     |                                                     |                                                     |                                                     |                                                     |  |
|  | 7                                                      | Atlético Pachuca                                       | 3                                                      | 0                                                      | 3                                                      |   | 2 | Aguacateros CDU                                    | 0                                                  | 1                                                  | 1                                                  |                                                    |  |   |                                                     |                                                     |                                                     |                                                     |                                                     |  |
|  |                                                        |                                                        |                                                        |                                                        |                                                        |   | 2 | Aguacateros CDU                                    | 0                                                  | 1                                                  | 1                                                  |                                                    |  |   |                                                     |                                                     |                                                     |                                                     |                                                     |  |
|  |                                                        |                                                        | 3                                                      | Artesanos Metepec                                      | 0                                                      | 0 | 0 |                                                    |                                                    |                                                    |                                                    |                                                    |  |   |                                                     |                                                     |                                                     |                                                     |                                                     |  |
|  | 3                                                      | Artesanos Metepec                                      | 3                                                      | Artesanos Metepec                                      | 0                                                      | 0 | 0 | 2                                                  | 2                                                  | 4                                                  |                                                    |                                                    |  |   |                                                     |                                                     |                                                     |                                                     |                                                     |  |
|  | 3                                                      | Artesanos Metepec                                      |                                                        |                                                        |                                                        |   |   |                                                    |                                                    | 4                                                  |                                                    |                                                    |  |   |                                                     |                                                     |                                                     |                                                     |                                                     |  |
|  | 6                                                      | C.D. Chilpancingo                                      | 1                                                      | 0                                                      | 1                                                      |   |   |                                                    |                                                    |                                                    |                                                    |                                                    |  |   |                                                     |                                                     |                                                     |                                                     |                                                     |  |
|  | 6                                                      | C.D. Chilpancingo                                      | 1                                                      | 0                                                      | 1                                                      |   |   |                                                    |                                                    |                                                    |                                                    |                                                    |  |   |                                                     |                                                     |                                                     |                                                     |                                                     |  |
|  |                                                        |                                                        |                                                        |                                                        |                                                        |   |   |                                                    |                                                    |                                                    |                                                    |                                                    |  |   |                                                     |                                                     |                                                     |                                                     |                                                     |  |

(*) El equipo avanzó a la siguiente ronda por su mejor posición en la tabla general

### Reclasificación
| 24 de abril de 2024 | Atlético Pachuca                                  | 3:0 (0:0) | Aguacateros CDU | Estadio Municipal de Atitalaquia, Atitalaquia, Hidalgo                 |                                                                        |
| 16:00 (UTC -6)      | Dylan Ramírez 49' · O. Corona 51' · A. García 84' | Reporte   |                 | Asistencia: 200 espectadores Árbitro(s): Edwin Eduardo Morfín Verduzco | Asistencia: 200 espectadores Árbitro(s): Edwin Eduardo Morfín Verduzco |

| 27 de abril de 2024                  | Aguacateros CDU                                               | 4:0 (3:0) (Global 4:3) | Atlético Pachuca | Unidad Deportiva Hermanos López Rayón, Uruapan, Michoacán              |                                                                        |
| 16:00 (UTC -6)                       | U. Castrejón 13' · J. Pahua 20' · A. Muñoz 35' · R. Ortiz 84' | Reporte                |                  | Asistencia: 750 espectadores Árbitro(s): Marco Antonio Návez Hernández | Asistencia: 750 espectadores Árbitro(s): Marco Antonio Návez Hernández |
| Aguacateros CDU avanzó a Semifinales |                                                               |                        |                  |                                                                        |                                                                        |

| 24 de abril de 2024 | C.D. Chilpancingo | 1:2 (1:2) | Artesanos Metepec              | Polideportivo Chilpancingo, Chilpancingo, Guerrero             |                                                                |
| 12:00 (UTC -6)      | A. Linares 9'     | Reporte   | 17' D. Flores · 20' J. Fuentes | Asistencia: 230 espectadores Árbitro(s): Guillermo Estrada Rea | Asistencia: 230 espectadores Árbitro(s): Guillermo Estrada Rea |

| 27 de abril de 2024                    | Artesanos Metepec          | 2:0 (1:0) (Global 4:1) | C.D. Chilpancingo | Unidad Deportiva Alarcón Hisojo, Metepec, Estado de México                 |                                                                            |
| 16:00 (UTC -6)                         | J. Ruiz 3' · D. Flores 70' | Reporte                |                   | Asistencia: 300 espectadores Árbitro(s): José Maximiliano Negrete Preciado | Asistencia: 300 espectadores Árbitro(s): José Maximiliano Negrete Preciado |
| Artesanos Metepec avanzó a Semifinales |                            |                        |                   |                                                                            |                                                                            |

| 24 de abril de 2024 | Santiago F.C.                        | 3:1 (2:0) | CDM F.C.     | Cancha FCD El Barrial, Santiago, Nuevo León                              |                                                                          |
| 19:00 (UTC -6)      | J. Martínez 4', 46' · P. Sánchez 45' | Reporte   | 66' A. Soria | Asistencia: 500 espectadores Árbitro(s): Jorge Alfonso Resendiz Espinoza | Asistencia: 500 espectadores Árbitro(s): Jorge Alfonso Resendiz Espinoza |

| 27 de abril de 2024                | CDM F.C.   | 1:1 (1:0) (Global 2:4) | Santiago F.C.  | Estadio Arreola, Chalco, Estado de México                         |                                                                   |
| 16:00 (UTC -6)                     | C. Mora 8' | Reporte                | 84' M. Morales | Asistencia: 200 espectadores Árbitro(s): Oscar Yair Toledo Pineda | Asistencia: 200 espectadores Árbitro(s): Oscar Yair Toledo Pineda |
| Santiago F.C. avanzó a Semifinales |            |                        |                |                                                                   |                                                                   |

### Semifinales
| 1 de mayo de 2024 | Santiago F.C.   | 1:0 (1:0) | C.D. Ayense | Cancha FCD El Barrial, Santiago, Nuevo León                            |                                                                        |
| 19:00 (UTC -6)    | J. Martínez 39' | Reporte   |             | Asistencia: 400 espectadores Árbitro(s): Edwin Eduardo Morfín Verduzco | Asistencia: 400 espectadores Árbitro(s): Edwin Eduardo Morfín Verduzco |

| 4 de mayo de 2024                                               | C.D. Ayense  | 1:0 (0:0) (Global 1:1) | Santiago F.C. | Estadio Chino Rivas, Ayotlán, Jalisco                                    |                                                                          |
| 18:00 (UTC -6)                                                  | E. López 62' | Reporte                |               | Asistencia: 2 000 espectadores Árbitro(s): Marco Antonio Návez Hernández | Asistencia: 2 000 espectadores Árbitro(s): Marco Antonio Návez Hernández |
| C.D. Ayense avanzó a la Final por su mejor posición en la tabla |              |                        |               |                                                                          |                                                                          |

| 1 de mayo de 2024 | Artesanos Metepec | 0:0     | Aguacateros CDU | Unidad Deportiva Alarcón Hisojo, Metepec, Estado de México               |                                                                          |
| 16:00 (UTC -6)    |                   | Reporte |                 | Asistencia: 500 espectadores Árbitro(s): Jorge Alfonso Resendiz Espinoza | Asistencia: 500 espectadores Árbitro(s): Jorge Alfonso Resendiz Espinoza |

| 4 de mayo de 2024                 | Aguacateros CDU  | 1:0 (1:0) (Global 1:0) | Artesanos Metepec | Unidad Deportiva Hermanos López Rayón, Uruapan, Michoacán                    |                                                                              |
| 16:00 (UTC -6)                    | U. Castrejón 13' | Reporte                |                   | Asistencia: 1 000 espectadores Árbitro(s): José Maximiliano Negrete Preciado | Asistencia: 1 000 espectadores Árbitro(s): José Maximiliano Negrete Preciado |
| Aguacateros CDU avanzó a la Final |                  |                        |                   |                                                                              |                                                                              |

### Final
| 8 de mayo de 2024 | Aguacateros CDU                  | 2:0 (2:0) | C.D. Ayense | Unidad Deportiva Hermanos López Rayón, Uruapan, Michoacán                    |                                                                              |
| 17:00 (UTC -6)    | L. Sandoval 24' · S. Vázquez 30' | Reporte   |             | Asistencia: 1 800 espectadores Árbitro(s): José Maximiliano Negrete Preciado | Asistencia: 1 800 espectadores Árbitro(s): José Maximiliano Negrete Preciado |

| 11 de mayo de 2024                                                      | C.D. Ayense                   | 2:1 (1:0) (Global 2:3) | Aguacateros CDU | Estadio Chino Rivas, Ayotlán, Jalisco                                    |                                                                          |
| 18:00 (UTC -6)                                                          | C. Delgado 19' · A. Ávila 69' | Reporte                | 63' L. Sandoval | Asistencia: 3 000 espectadores Árbitro(s): Marco Antonio Návez Hernández | Asistencia: 3 000 espectadores Árbitro(s): Marco Antonio Návez Hernández |
| Aguacateros CDU Campeón de la Temporada 2023-24 de la Serie B de México |                               |                        |                 |                                                                          |                                                                          |

#### Final - Ida
| 21    | POR   | Gerardo Saucedo    |     |
| 2     | DEF   | Uriem Castrejón    |     |
| 4     | DEF   | Rafael Ortiz       |     |
| 6     | DEF   | Christopher Molina |     |
| 7     | MED   | Luis Sandoval      |     |
| 8     | MED   | José Pahua         |     |
| 17    | MED   | Abel Muñoz         | 65' |
| 20    | MED   | Brian Rocha        |     |
| 29    | MED   | Miguel Morice      | 65' |
| 14    | DEL   | Diego Chávez       |     |
| 19    | DEL   | Sergio Vázquez     | 75' |
| D. T. | D. T. | Gerardo Castillo   |     |

| 1     | POR   | Leobardo Tapia   |     |
| 16    | DEF   | José Barrientos  | 77' |
| 13    | DEF   | Luis Rosales     | 38' |
| 40    | DEF   | Oscar Arredondo  |     |
| 8     | MED   | Edson Castro     |     |
| 21    | MED   | César Delgado    |     |
| 28    | MED   | Joseph Zepeda    |     |
| 36    | MED   | Isaac Medina     |     |
| 49    | MED   | Luis Ávila       | 38' |
| 11    | DEL   | José del Río     | 38' |
| 24    | DEL   | Raúl Magallón    | 61' |
| D. T. | D. T. | Conrado Castillo |     |

| 26 | Centrocampista | Manuel Guzmán 84' | 65' |
| 30 | Delantero      | Hugo Ávila        | 65' |
| 11 | Delantero      | Juan Carlos Peña  | 75' |
| 38 | Centrocampista | René Galván       | 84' |

| 12 | Centrocampista | Aldo Ávila      | 38' |
| 33 | Delantero      | Eduardo López   | 38' |
| 38 | Centrocampista | Iván González   | 38' |
| 42 | Delantero      | Fernando Zúñiga | 61' |
| 31 | Defensa        | José Barrientos | 77' |

| 24' · 30' | Luis Sandoval Sergio Vázquez | 1:0 2:0 |

| 89' | Fernando Zúñiga |

| Principal  | José Maximiliano Negrete Preciado |
| Asistentes | Emmanuel Martínez Madera          |
|            | Armando David Espinosa Javier     |
| Cuarto     | Edwin Eduardo Morfín Verduzco     |

| 21    | POR   | Gerardo Saucedo    |     |
| 2     | DEF   | Uriem Castrejón    |     |
| 4     | DEF   | Rafael Ortiz       |     |
| 6     | DEF   | Christopher Molina |     |
| 7     | MED   | Luis Sandoval      |     |
| 8     | MED   | José Pahua         |     |
| 17    | MED   | Abel Muñoz         | 65' |
| 20    | MED   | Brian Rocha        |     |
| 29    | MED   | Miguel Morice      | 65' |
| 14    | DEL   | Diego Chávez       |     |
| 19    | DEL   | Sergio Vázquez     | 75' |
| D. T. | D. T. | Gerardo Castillo   |     |

| 1     | POR   | Leobardo Tapia   |     |
| 16    | DEF   | José Barrientos  | 77' |
| 13    | DEF   | Luis Rosales     | 38' |
| 40    | DEF   | Oscar Arredondo  |     |
| 8     | MED   | Edson Castro     |     |
| 21    | MED   | César Delgado    |     |
| 28    | MED   | Joseph Zepeda    |     |
| 36    | MED   | Isaac Medina     |     |
| 49    | MED   | Luis Ávila       | 38' |
| 11    | DEL   | José del Río     | 38' |
| 24    | DEL   | Raúl Magallón    | 61' |
| D. T. | D. T. | Conrado Castillo |     |

| 26 | Centrocampista | Manuel Guzmán 84' | 65' |
| 30 | Delantero      | Hugo Ávila        | 65' |
| 11 | Delantero      | Juan Carlos Peña  | 75' |
| 38 | Centrocampista | René Galván       | 84' |

| 12 | Centrocampista | Aldo Ávila      | 38' |
| 33 | Delantero      | Eduardo López   | 38' |
| 38 | Centrocampista | Iván González   | 38' |
| 42 | Delantero      | Fernando Zúñiga | 61' |
| 31 | Defensa        | José Barrientos | 77' |

| 24' · 30' | Luis Sandoval Sergio Vázquez | 1:0 2:0 |

| 89' | Fernando Zúñiga |

| Principal  | José Maximiliano Negrete Preciado |
| Asistentes | Emmanuel Martínez Madera          |
|            | Armando David Espinosa Javier     |
| Cuarto     | Edwin Eduardo Morfín Verduzco     |

| 21    | POR   | Gerardo Saucedo    |     |
| 2     | DEF   | Uriem Castrejón    |     |
| 4     | DEF   | Rafael Ortiz       |     |
| 6     | DEF   | Christopher Molina |     |
| 7     | MED   | Luis Sandoval      |     |
| 8     | MED   | José Pahua         |     |
| 17    | MED   | Abel Muñoz         | 65' |
| 20    | MED   | Brian Rocha        |     |
| 29    | MED   | Miguel Morice      | 65' |
| 14    | DEL   | Diego Chávez       |     |
| 19    | DEL   | Sergio Vázquez     | 75' |
| D. T. | D. T. | Gerardo Castillo   |     |

| 1     | POR   | Leobardo Tapia   |     |
| 16    | DEF   | José Barrientos  | 77' |
| 13    | DEF   | Luis Rosales     | 38' |
| 40    | DEF   | Oscar Arredondo  |     |
| 8     | MED   | Edson Castro     |     |
| 21    | MED   | César Delgado    |     |
| 28    | MED   | Joseph Zepeda    |     |
| 36    | MED   | Isaac Medina     |     |
| 49    | MED   | Luis Ávila       | 38' |
| 11    | DEL   | José del Río     | 38' |
| 24    | DEL   | Raúl Magallón    | 61' |
| D. T. | D. T. | Conrado Castillo |     |

| 26 | Centrocampista | Manuel Guzmán 84' | 65' |
| 30 | Delantero      | Hugo Ávila        | 65' |
| 11 | Delantero      | Juan Carlos Peña  | 75' |
| 38 | Centrocampista | René Galván       | 84' |

| 12 | Centrocampista | Aldo Ávila      | 38' |
| 33 | Delantero      | Eduardo López   | 38' |
| 38 | Centrocampista | Iván González   | 38' |
| 42 | Delantero      | Fernando Zúñiga | 61' |
| 31 | Defensa        | José Barrientos | 77' |

| 24' · 30' | Luis Sandoval Sergio Vázquez | 1:0 2:0 |

| 89' | Fernando Zúñiga |

| Principal  | José Maximiliano Negrete Preciado |
| Asistentes | Emmanuel Martínez Madera          |
|            | Armando David Espinosa Javier     |
| Cuarto     | Edwin Eduardo Morfín Verduzco     |

| 21    | POR   | Gerardo Saucedo    |     |
| 2     | DEF   | Uriem Castrejón    |     |
| 4     | DEF   | Rafael Ortiz       |     |
| 6     | DEF   | Christopher Molina |     |
| 7     | MED   | Luis Sandoval      |     |
| 8     | MED   | José Pahua         |     |
| 17    | MED   | Abel Muñoz         | 65' |
| 20    | MED   | Brian Rocha        |     |
| 29    | MED   | Miguel Morice      | 65' |
| 14    | DEL   | Diego Chávez       |     |
| 19    | DEL   | Sergio Vázquez     | 75' |
| D. T. | D. T. | Gerardo Castillo   |     |

| 1     | POR   | Leobardo Tapia   |     |
| 16    | DEF   | José Barrientos  | 77' |
| 13    | DEF   | Luis Rosales     | 38' |
| 40    | DEF   | Oscar Arredondo  |     |
| 8     | MED   | Edson Castro     |     |
| 21    | MED   | César Delgado    |     |
| 28    | MED   | Joseph Zepeda    |     |
| 36    | MED   | Isaac Medina     |     |
| 49    | MED   | Luis Ávila       | 38' |
| 11    | DEL   | José del Río     | 38' |
| 24    | DEL   | Raúl Magallón    | 61' |
| D. T. | D. T. | Conrado Castillo |     |

| 26 | Centrocampista | Manuel Guzmán 84' | 65' |
| 30 | Delantero      | Hugo Ávila        | 65' |
| 11 | Delantero      | Juan Carlos Peña  | 75' |
| 38 | Centrocampista | René Galván       | 84' |

| 12 | Centrocampista | Aldo Ávila      | 38' |
| 33 | Delantero      | Eduardo López   | 38' |
| 38 | Centrocampista | Iván González   | 38' |
| 42 | Delantero      | Fernando Zúñiga | 61' |
| 31 | Defensa        | José Barrientos | 77' |

| 24' · 30' | Luis Sandoval Sergio Vázquez | 1:0 2:0 |

| 89' | Fernando Zúñiga |

| Principal  | José Maximiliano Negrete Preciado |
| Asistentes | Emmanuel Martínez Madera          |
|            | Armando David Espinosa Javier     |
| Cuarto     | Edwin Eduardo Morfín Verduzco     |

#### Final - Vuelta
| 50    | POR   | Alan Santana     |     |
| 16    | DEF   | José Barrientos  |     |
| 13    | DEF   | Luis Rosales     | 45' |
| 40    | DEF   | Oscar Arredondo  |     |
| 8     | MED   | Edson Castro     | 45' |
| 21    | MED   | César Delgado    |     |
| 28    | MED   | Joseph Zepeda    |     |
| 36    | MED   | Isaac Medina     |     |
| 49    | MED   | Luis Ávila       |     |
| 11    | DEL   | José del Río     | 45' |
| 33    | DEL   | Eduardo López    | 61' |
| D. T. | D. T. | Conrado Castillo |     |

| 21    | POR   | Gerardo Saucedo   |     |
| 2     | DEF   | Uriem Castrejón   |     |
| 4     | DEF   | Rafael Ortiz      |     |
| 6     | DEF   | Cristopher Molina |     |
| 7     | MED   | Luis Sandoval     |     |
| 8     | MED   | José Pahua        |     |
| 17    | MED   | Abel Muñoz        | 54' |
| 20    | MED   | Brian Rocha       |     |
| 29    | MED   | Miguel Morice     | 54' |
| 14    | DEL   | Diego Chávez      | 89' |
| 19    | DEL   | Sergio Vázquez    | 86' |
| D. T. | D. T. | Gerardo Castillo  |     |

| 38 | Centrocampista | Iván González      | 45' |
| 12 | Centrocampista | Aldo Ávila         | 45' |
| 24 | Delantero      | Raúl Magallón      | 45' |
| 31 | Defensa        | Javier Ramírez 81' | 61' |
| 18 | Centrocampista | Ulises Bravo       | 81' |

| 30 | Delantero      | Hugo Ávila        | 54' |
| 26 | Centrocampista | Manuel Guzmán     | 54' |
| 38 | Centrocampista | René Galván       | 86' |
| 9  | Delantero      | Ronaldo Alejandre | 89' |

| 19' · 69' | César Delgado Aldo Ávila | 1:0 2:1 |

| 63' | Luis Sandoval | 1:1 |

| 14' · 30' · 90+3' | Isaac Medina José Barrientos César Delgado |

| 45' · 81' | Miguel Morice Manuel Guzmán |

| 75' | Luis Sandoval |

| Principal  | Marco Antonio Návez Hernández   |
| Asistentes | Ricardo Berúmen López           |
|            | Saúl Pedraza Jiménez            |
| Cuarto     | Jorge Alfonso Resendiz Espinoza |

| 50    | POR   | Alan Santana     |     |
| 16    | DEF   | José Barrientos  |     |
| 13    | DEF   | Luis Rosales     | 45' |
| 40    | DEF   | Oscar Arredondo  |     |
| 8     | MED   | Edson Castro     | 45' |
| 21    | MED   | César Delgado    |     |
| 28    | MED   | Joseph Zepeda    |     |
| 36    | MED   | Isaac Medina     |     |
| 49    | MED   | Luis Ávila       |     |
| 11    | DEL   | José del Río     | 45' |
| 33    | DEL   | Eduardo López    | 61' |
| D. T. | D. T. | Conrado Castillo |     |

| 21    | POR   | Gerardo Saucedo   |     |
| 2     | DEF   | Uriem Castrejón   |     |
| 4     | DEF   | Rafael Ortiz      |     |
| 6     | DEF   | Cristopher Molina |     |
| 7     | MED   | Luis Sandoval     |     |
| 8     | MED   | José Pahua        |     |
| 17    | MED   | Abel Muñoz        | 54' |
| 20    | MED   | Brian Rocha       |     |
| 29    | MED   | Miguel Morice     | 54' |
| 14    | DEL   | Diego Chávez      | 89' |
| 19    | DEL   | Sergio Vázquez    | 86' |
| D. T. | D. T. | Gerardo Castillo  |     |

| 38 | Centrocampista | Iván González      | 45' |
| 12 | Centrocampista | Aldo Ávila         | 45' |
| 24 | Delantero      | Raúl Magallón      | 45' |
| 31 | Defensa        | Javier Ramírez 81' | 61' |
| 18 | Centrocampista | Ulises Bravo       | 81' |

| 30 | Delantero      | Hugo Ávila        | 54' |
| 26 | Centrocampista | Manuel Guzmán     | 54' |
| 38 | Centrocampista | René Galván       | 86' |
| 9  | Delantero      | Ronaldo Alejandre | 89' |

| 19' · 69' | César Delgado Aldo Ávila | 1:0 2:1 |

| 63' | Luis Sandoval | 1:1 |

| 14' · 30' · 90+3' | Isaac Medina José Barrientos César Delgado |

| 45' · 81' | Miguel Morice Manuel Guzmán |

| 75' | Luis Sandoval |

| Principal  | Marco Antonio Návez Hernández   |
| Asistentes | Ricardo Berúmen López           |
|            | Saúl Pedraza Jiménez            |
| Cuarto     | Jorge Alfonso Resendiz Espinoza |

| 50    | POR   | Alan Santana     |     |
| 16    | DEF   | José Barrientos  |     |
| 13    | DEF   | Luis Rosales     | 45' |
| 40    | DEF   | Oscar Arredondo  |     |
| 8     | MED   | Edson Castro     | 45' |
| 21    | MED   | César Delgado    |     |
| 28    | MED   | Joseph Zepeda    |     |
| 36    | MED   | Isaac Medina     |     |
| 49    | MED   | Luis Ávila       |     |
| 11    | DEL   | José del Río     | 45' |
| 33    | DEL   | Eduardo López    | 61' |
| D. T. | D. T. | Conrado Castillo |     |

| 21    | POR   | Gerardo Saucedo   |     |
| 2     | DEF   | Uriem Castrejón   |     |
| 4     | DEF   | Rafael Ortiz      |     |
| 6     | DEF   | Cristopher Molina |     |
| 7     | MED   | Luis Sandoval     |     |
| 8     | MED   | José Pahua        |     |
| 17    | MED   | Abel Muñoz        | 54' |
| 20    | MED   | Brian Rocha       |     |
| 29    | MED   | Miguel Morice     | 54' |
| 14    | DEL   | Diego Chávez      | 89' |
| 19    | DEL   | Sergio Vázquez    | 86' |
| D. T. | D. T. | Gerardo Castillo  |     |

| 38 | Centrocampista | Iván González      | 45' |
| 12 | Centrocampista | Aldo Ávila         | 45' |
| 24 | Delantero      | Raúl Magallón      | 45' |
| 31 | Defensa        | Javier Ramírez 81' | 61' |
| 18 | Centrocampista | Ulises Bravo       | 81' |

| 30 | Delantero      | Hugo Ávila        | 54' |
| 26 | Centrocampista | Manuel Guzmán     | 54' |
| 38 | Centrocampista | René Galván       | 86' |
| 9  | Delantero      | Ronaldo Alejandre | 89' |

| 19' · 69' | César Delgado Aldo Ávila | 1:0 2:1 |

| 63' | Luis Sandoval | 1:1 |

| 14' · 30' · 90+3' | Isaac Medina José Barrientos César Delgado |

| 45' · 81' | Miguel Morice Manuel Guzmán |

| 75' | Luis Sandoval |

| Principal  | Marco Antonio Návez Hernández   |
| Asistentes | Ricardo Berúmen López           |
|            | Saúl Pedraza Jiménez            |
| Cuarto     | Jorge Alfonso Resendiz Espinoza |

| 50    | POR   | Alan Santana     |     |
| 16    | DEF   | José Barrientos  |     |
| 13    | DEF   | Luis Rosales     | 45' |
| 40    | DEF   | Oscar Arredondo  |     |
| 8     | MED   | Edson Castro     | 45' |
| 21    | MED   | César Delgado    |     |
| 28    | MED   | Joseph Zepeda    |     |
| 36    | MED   | Isaac Medina     |     |
| 49    | MED   | Luis Ávila       |     |
| 11    | DEL   | José del Río     | 45' |
| 33    | DEL   | Eduardo López    | 61' |
| D. T. | D. T. | Conrado Castillo |     |

| 21    | POR   | Gerardo Saucedo   |     |
| 2     | DEF   | Uriem Castrejón   |     |
| 4     | DEF   | Rafael Ortiz      |     |
| 6     | DEF   | Cristopher Molina |     |
| 7     | MED   | Luis Sandoval     |     |
| 8     | MED   | José Pahua        |     |
| 17    | MED   | Abel Muñoz        | 54' |
| 20    | MED   | Brian Rocha       |     |
| 29    | MED   | Miguel Morice     | 54' |
| 14    | DEL   | Diego Chávez      | 89' |
| 19    | DEL   | Sergio Vázquez    | 86' |
| D. T. | D. T. | Gerardo Castillo  |     |

| 38 | Centrocampista | Iván González      | 45' |
| 12 | Centrocampista | Aldo Ávila         | 45' |
| 24 | Delantero      | Raúl Magallón      | 45' |
| 31 | Defensa        | Javier Ramírez 81' | 61' |
| 18 | Centrocampista | Ulises Bravo       | 81' |

| 30 | Delantero      | Hugo Ávila        | 54' |
| 26 | Centrocampista | Manuel Guzmán     | 54' |
| 38 | Centrocampista | René Galván       | 86' |
| 9  | Delantero      | Ronaldo Alejandre | 89' |

| 19' · 69' | César Delgado Aldo Ávila | 1:0 2:1 |

| 63' | Luis Sandoval | 1:1 |

| 14' · 30' · 90+3' | Isaac Medina José Barrientos César Delgado |

| 45' · 81' | Miguel Morice Manuel Guzmán |

| 75' | Luis Sandoval |

| Principal  | Marco Antonio Návez Hernández   |
| Asistentes | Ricardo Berúmen López           |
|            | Saúl Pedraza Jiménez            |
| Cuarto     | Jorge Alfonso Resendiz Espinoza |

| Campeón 2023-24 |
| --------------- |
|                 |
| Aguacateros CDU |
| 3º Título       |

## Tabla de Cocientes
- La tabla de cocientes es el mecanismo utilizado para determinar el orden en la celebración de los partidos por el ascenso de categoría, y en algunas ocasiones para determinar los enfrentamientos en la liguilla.[25] Además, es la herramienta establecida para definir los descensos de categoría cuando estos se encuentran estipulados para la temporada.[26]

- Datos según la página oficial[27]

 Fecha de actualización: 20 de abril de 2024
| Posición | Equipo                 | Puntos | Juegos | Cociente | Diferencia |
| -------- | ---------------------- | ------ | ------ | -------- | ---------- |
| 1        | C.D. Ayense            | 73     | 28     | 2.607    | 48         |
| 2        | Aguacateros CDU        | 65     | 28     | 2.321    | 39         |
| 3        | Artesanos Metepec F.C. | 61     | 28     | 2.179    | 24         |
| 4        | CDM F.C.               | 60     | 28     | 2.143    | 41         |
| 5        | Santiago F.C.          | 58     | 28     | 2.071    | 23         |
| 6        | C.D. Chilpancingo      | 57     | 28     | 2.036    | 23         |
| 7        | Atlético Pachuca       | 57     | 28     | 2.036    | 18         |
| 8        | C.D. Poza Rica         | 44     | 28     | 1.571    | 6          |
| 9        | Chilangos F.C.         | 42     | 28     | 1.500    | -1         |
| 10       | Caja Oblatos CFD       | 29     | 28     | 1.036    | -27        |
| 11       | Huracanes Izcalli F.C. | 28     | 28     | 1.000    | -14        |
| 12       | C.D.F. Zitácuaro       | 25     | 28     | 0.893    | -27        |
| 13       | Cañoneros F.C.         | 17     | 28     | 0.607    | -32        |
| 14       | Deportivo Dongu        | 15     | 28     | 0.536    | -52        |
| 15       | Ciervos F.C.           | 12     | 28     | 0.429    | -70        |